# Rakouský stát
Rakouský stát, oficiálně Spolkový stát Rakousko (německy Bundesstaat Österreich), definovala rakouská ústava z 1. května 1934 jako „stavovský spolkový stát” (popřípadě podle ústavní preambule „křesťanský stavovský stát”), který po Dollfussově smrti vedl Kurt von Schuschnigg. Schuschnigg navázal na svého předchůdce a stát vedl v duchu rakouského patriotismu, postaveném na základech stavovských křesťanských ideálů. I když kladl důraz na spolupráci Rakouska s Německem a na příslušnost k německé kultuře, přesto viděl další existenci státu jako samostatné Rakousko s autoritativní vládou.
Dollfussův a Schuschniggův stavovský experiment nebyl dokončen, ze sedmi plánovaných stavů byly do praxe uvedeny jen dva - veřejná správa a zemědělství, ostatní se nacházely ve fázi příprav. Přesto byl režim schopný se udržet ve dvou za sebou jdoucích občanských válkách. Od nezdařeného puče se Hitler distancoval a dokonce se rozhodl rakouskou NSDAP (Hitlerbewegung) nechat na nějakou dobu bez německé podpory. Na obranu vlasti 25. července 1934 nastoupilo kolem 50.000 dobrovolníků ve zbrani. S hospodářskými problémy se ale stát vypořádat nedokázal.
Schuschniggova autoritativní vláda a jeho nedostatečná snaha o vytvoření širokého tábora za podpory sociální demokracie proti nacismu oslabily obranné mechanismy vůči Německu. Vedle toho existovala celá řada vlivů a rozhodnutí, které nakonec vedly ke ztrátě samostatnosti. Samostatné Rakousko, vzniklé po rozpadu Rakouska-Uherska na základě smlouvy ze Saint Germain, přestalo po dvaceti letech následkem anšlusu existovat. Nacisté ovládli a „zglajchšaltovali” veškerý politický život v zemi. Rakouský stavovský stát se stal součástí Hitlerovy říše.

## 2. Dollfussova vláda (1933–1934)
Během zasedání dolní komory rakouského parlamentu, tzv. Národní rady (Nationalrat), svolaného po stávce železničářů na 4. března 1933, se při hlasování rozhořela vášnivá debata kolem technické chyby, v jejímž průběhu ze svých funkcí postupně odstoupili tři předsedové Národní rady. Podle jednacího řádu, který s takovým krokem nepočítal, nebyl parlament usnášeníschopný. Vláda Engelberta Dollfusse (20. května 1932 - Regierung Dollfuß I: Christlichsoziale, Landbund, Heimatblock), jejímž záměrem bylo vládnutí bez nepohodlného parlamentu, považovala tuto chybu za jeho „sebevyřazení“ (Selbstausschaltung). Nadále vládla prostřednictvím nouzových nařízeních podle Válečného hospodářského zmocňovacího zákona (Kriegswirtschaftliches Ermächtigungsgesetz, KWEG) z první světové války. Téměř současně započala s omezováním ústavních práv
Dne 7. března 1933 omezila svobodu tisku, následně oznámila zákaz shromažďování a pochodů, 15. března 1933 nechal Dollfuss parlament obsadit policisty, aby tak zabránil zasedání, které svolal poslední předseda Národní rady a člen Velkoněmecké strany Sepp Straffner. Ze strachu ze ztráty vlastních mocenských pozic jeho kroky podpořila křesťansko-sociální strana (Christlichsoziale Partei). Na konci března 1933 byl rozpuštěn paramilitaristický „Republikánský ochranný svaz” sociálních demokratů (Republikanischer Schutzbund), 27, května 1933 „Komunistický svaz Rakouska” (Komunistischer Bund Österreichs, KBÖ), ze svých funkcí museli odstoupit čtyři křesťanskosociální ústavní soudci (nebyl usnášeníschopný), 10. května 1933 vláda vyhlásila odložení spolkových, zemských a obecních voleb až do 31. října. Ve své počáteční fázi budování stavovského státu se křesťanskosociální kancléř Engelbert Dollfuss soustředil na likvidaci sociální demokracie. Zákazu NSDAP (Hitlerbewegung) se vláda začala věnovat až po neúspěšných jednáních o možné koalici a vypsání nových voleb, dále pak po zahájení teroristických útoků NSDAP.

### Hospodářská krize a nezaměstnanost
K restrukturalizaci a nastartování poválečného rakouského hospodářství za vlády Ignaze Seipela pomohla státní půjčka Společnosti národů (Genfer Protokolle 1922 - Völkerbund anleihe) a v roce 1924 nahrazení inflační koruny Rakouským šilinkem: rozšíření autobusové dopravy, výstavba vysokohorské silnice Großglockner (Großglockner Hochalpenstraße) a Vídeňské horská silnice, výroba automobilu Ferdinanda Porsche Steyr-Baby (typ 50/50), obyvatelstvo trávilo volný čas v nových kinech a na oblíbených fotbalových utkáních, dvacátá a třicátá léta se vyznačovala tzv. „rádiovou horečkou” (1924 první rakouská rozhlasová společnost RAVAG), letiště Aspern se stalo mezinárodním dopravním uzlem a Rakousko oblíbenou turistickou destinací.
V Mariazellu konala se v těchto dnech schůze výboru pro záležitosti cizineckého ruchu, na které byla podána zpráva o zlepšení dopravy a o bilanci cizineckého ruchu v Rakousku za rok 1929. Bylo konstatováno, že četná zlepšení v dopravě (úprava nádraží ve Vídni, Štýrském Hradci a Innsbruku, zahájení dopravy na elektrisované trati Saalfelden—Salcburk, rozšíření letecké dopravy, vybudování dálkové kabelové sítě a j.), znamenitě přispěly k zlepšení cizineckého ruchu. Výsledek letošní letní sezóny v Rakousku je velmi dobrý, a návštěva cizinců v tomto roce zase podstatné stoupla. V roce 1928 navštívilo Rakousko 4,15 mil. cizinců proti 3,6 mil. v roce 1927. Kdežto v roce 1928 byl největší počet cizinců z Německa, lze letos pozorovati klesnutí návštěvy z Německa, za to však značný přiliv hostů ze Severní Ameriky a Holandska. Počet hostů ze Severní Ameriky se již v roce 1928 zdvojnásobil. Letošní další vzestup lze přičítati vědomé reklamě, zejména pro pěvecké slavnosti v Salcburku. Veškeré lázně hlásí vesměs dobrou letošní návštěvu.
Venkov, orgán České strany agrární, 27.10.1929

Krach na newyorské burze v říjnu 1929 uvedl do pohybu světovou hospodářskou krizi, která v roce 1930 zasáhla také rakouské hospodářství. To vedlo ke zhroucení nadměrného bankovního sektoru. V roce 1932 se hrubý národní produkt snížil o cca 10%, v roce 1933 byla téměř třetina pracujících nezaměstnaných. Stažením zahraničního kapitálu z Rakouska se postupně do roku 1933 zhroutily všechny banky a zůstala jen zestátněná Credit-Anstalt (24. květen 1931 Zusammenbruch der Credit-Anstalt). Oproti roku 1922 klesl počet firem v roce 1931 na 161, v těžebním průmyslu klesla zaměstnanost o 36 %, v dřevařském o 41% a cementářském o 44 %. I přes další půjčku Společnosti národů (Lausanner Anleihe 1932), opatrnou konjunkturu skrze programy na zvýšení pracovních míst se nedařilo ekonomické problémy vyřešit.
Od 1. května 1933 museli němečtí turisté zaplatit při vycestování do Rakouska 1 000 RM (Gesetz über die Beschränkung der Reisen nach der Republik Österreich vom 29. Mai 1933), což pro tehdy vysoce zadlužený rakouský cestovní ruch v podstatě znamenalo uzavření státních hranic s Německem; 1 000 RM odpovídalo přibližně 1 680 šilinkům a plná denní penze např. v hotelu „Gaspingerhof” v Gerlos činila 6-8 šilinků. V období mezi létem 1932–1933 stoupl počet nezaměstnaných v oblasti hotelových, restauračních a hostinských živností trojnásobně. Největší propad zaznamenalo Tyrolsko. Mnoho podniků stálo před konkurzem, počet pracovních míst se drasticky snížil a bankrotu čelili i dodavatelé. Tíživá hospodářská situace se promítla do domácího politického vývoje.
Že Rakousko pečuje vším způsobem o cizinecký ruch a že se snaží propagovat své půvaby a hlavně ovšem Vídeň, je dostatečně známo. Užívá k tomu všech cest (především ovšem filmu) a zdá se, že k nim patří i nová hra pražské Kleine Bühne, kterou s názvem »Cizinecký ruch« (Fremdenverkehr, vídeňská veselohra o 3 dějstvích a 6 obrazech), inscenoval Max Liebel, napsali Fred Heller a Adolf Schütz.
Venkov, orgán České strany agrární, 15.11.1934

### Rakouská NSDAP-Hitlerbewegung
Rakouská republika se na jaře 1933 nacházela téměř na počátku občanské války, skoro každý den docházelo k násilným střetům mezi národními socialisty, Heimwehrem, sociálními demokraty, komunisty a křesťanskosociálními polovojenskými útvary zvanými „Ostmarkische Sturmscharen“. V květnu 1933 se začaly objevovat menší bombové útoky, zprávy o dovozu zbraní z Německa do Rakouska. Volební úspěchy rakouské NSDAP z let 1932–1933 zastavil až zákaz konání dalších voleb, takže bylo jasné, že legální podíl na moci strana nezíská a začala se připravovat na boj za pomoci násilí. K radikalizaci rakouské NSDAP přispěla SS (Schutzstaffel NSDAP), z níž se stala hlavní úderná síla. Členové SS pocházeli většinou z řad nezaměstnaných, příslušníků proletariátu a maloměstských tříd, nicméně po vítězství v Německu přitahovala SS i bývalé rakousko-uherské důstojníky a příslušníky dobře situovaného měšťanstva.
Dne 13. května 1933 dorazil do Vídně bavorský ministr vnitra Hans Frank, který za vyhrožování rakouské vládě platil v Rakousku za nežádoucí osobu. Adolf Hitler 26. května 1933 vyhlásil hospodářská opatření, jež měla vést ke zhroucení Dollfusovy vlády, k novým volbám a následnému anšlusu Rakouska. Od 29. května do 1. června 1933 zahájila rakouská policie na základě podezření z velezrady a vlastnění zbraní a výbušnin po celém Rakousku razie v tzv. „hnědých domech” a po bytech vůdců NSDAP. Teroristické akce národních socialistů od 12. června zesílily. Vláda na teror odpověděla obsazením a zapečetěním stranických domů, lokálů NSDAP a objektů SA (Sturmabteilung NSDAP) po celé zemi a nakonec 19. června 1933 zákazem strany. Pokračovalo zatýkání a odsouzení nacistických funkcionářů. Velká část nacistických funkcionářů uprchla do Německa.

### Období po únorové občanské válce
Dollfussův odklon od parlamentarismu vyústil 12. února 1934 v občanskou válku, kde proti sobě bojovali na jedné straně rakouští sociální demokraté (SDAP) se svým polovojenským republikánským „Schutzbundem” a komunisty, na druhé straně armáda, policie, četnictvo a Heimwehr. Po počátečním ochromení započala Dollfussova vláda vydávat jedno vládní nařízení za druhým; 13. února zrušila úřad vídeňského starosty Karla Seitze (který nahradila úřadem spolkového komisaře), zakázala Sozialdemokratische Arbeiterpartei Österreichs, 16. února uvalila konkurs na sociálně demokratické hospodářské organizace (Arbeiterbank) a spotřební družstva, zrušila mandáty všech sociálně demokratických činitelů v obecní, okresní i zemské samosprávě, rozpuštěny byly také veškeré odborové organizace a správou pověřováni prozatímní vládní komisaři.

#### Soudy s vůdci sociální demokracie, odborových organizací a Schutzbundu
Zatčení byli vyšetřováni pro zločin velezrady a vzbouření, případně pro spoluvinu na těchto zločinech. Vyšetřováním členů představenstva soc.-dem. strany byl pověřen rada vrchního zemského soudu dr. Vepřek, první státní návladní dr. Otto Nahrhaft a politický referent Scheibert.
Dle zpráv vídeňských listů vzrostl počet politických vězňů u obou vídeňských zemských soudů na 1500. Mimo to jest u burgenlandských okresních soudů, u okresního soudu ve Floridsdorfu, Purkersdorfu a ve Švechatech přes 500 politických vězňů, takže v obvodu vídeňských zemských soudů jest přes 1800 politických vězňů, kterýžto počet jistě každým dnem vzrůstá. U zemského soudu I. jest asi 1000 politických vězňů a na Hernalsergtirtlu přes 500 vězňů. Zde bylo nutno přeměnit! všechny dílny ve vězení, částečné potíže jsou zde i se stravováním vězňů, jelikož vězeňská kuchyň není zařízena na tak velký počet vězňů. Proto nutno vařiti dvakráte. Aby bylo možno převésti všechny politické vězně z okresních vězení do ústředního vězení, bude zřízena prozatímní věznice v některé prázdné budově. Proslýchá se, že nouzová věznice bude zřízena v budově rozpuštěných sociálně-demokratických sportovních spolků.
Vídeňské Noviny, 28. únor 1934, s. 6.
Po policejním vyšetřování byli členové představenstva rakouské soc.-dem. strany převezeni za doprovodu tajných policistů v autodrožkách z policejní věznice na „Rossauerlände” do řádné vyšetřovací vazby Zemského soudu I. Během převozu platila zvláštní bezpečnostní opatření: prostranství před hlavním vchodem Zemského soudu bylo policejně uzavřeno a do budovy zemského soudu byli pouštěny jen soudně předvolané osoby a advokáti. V průjezdu a na chodbě v přízemí se nesměl nikdo zastavovat.
První byl převezen bývalý finanční referent městský rada dr. Robert Danneberg, o několik minut později místoprezident dolnorakouského zemského sněmu Hellmer, pak poslanec dr. Wilhelm Ellenbogen, bývalý prezident Dělnické komory Karl Weigl, městský rada Paul Speiser, městský rada Anton Weber, poslanec Albert Sever a starosta Vídně Karl Seitz. Po delší přestávce následovalo převezení dalších členů představenstva strany, bývalý spolkový kancléř dr. Karl Renner, generální sekretář rozpuštěné strany Paul Richter, Rosa Jochmann, Helene Postranecky, Gabriela Proft a poslanec Heinrich Schneidmadl.
Před členy představenstva rakouské sociální demokracie byli do vyšetřovací vazby zemského soudu převezeni vůdci rozpuštěného republikánského ochranného sboru (Schutzbund) generál Theodor Körner, generál Karl Schneller, generál Mayer, major Alexander Eifler, setníci Rudolf Löw a Musil, penzionovaný velitel hasičů Wagner a velitel rozpuštěné obecní stráže Schubauer. Některým vůdcům soc.-dem. se podařilo prchnout za hranice (např. dr. Otto Bauer, dr. Julius Deutsch, vůdce republikánské ochrany Heinz, náčelník svobodné železničářské odborové organizace König a generální sekretář odborových organizací Schorsch, býv. redaktor dr. Adolf Sturmtal). Bývalí čsl. soc.-dem. zemští poslanci Antonín Machát a Alois Vavroušek se nacházeli stále v policejní vyšetřovací vazbě na Rossauerlände, asi 1 500 politických vězňů ve vazbě zemského soudu, kteří byli vyšetřováni pro různé těžké zločiny. Každým dnem vězňů přibývalo. Z věznice v Linci se zdařil útěk vůdci ochranného sboru Richardu Bernaschkovi.

### Květnová ústava 1934
Ústava byla vydána 24. dubna 1934 formou vládního nařízení na základě „Hospodářského zmocňovacího zákona” (Kriegswirtschaftliche Ermächtigungsgesetz) z roku 1917, který 30. dubna 1934 odsouhlasilo a vládu formálně vydáním ústavy zmocnilo sezení okrojkované  Národní rady (pouze poslanci za Křesťanskosociální stranu a Heimatblock). Ústava vyhlášená 1. května 1934 pozměnila dosavadní název Rakouska: výraz „republika” byl nahrazen „spolkovým státem” (Bundesstaat), výraz „demokratická” byl nahrazen „stavovským”; „Spolkový stát stavovský”. Zákonodárnými institucemi spolkového státu rakouského se staly „čtyři poradní sbory” a „jeden zákonodárný sbor” (spolkový sněm).
Poradní sbory: 1. Státní radu (Staatsrat) jmenoval spolkový prezident na dobu 10 let a čítala 40—50 členů; 2. Spolková rada kulturní (Bundeskulturrat), sestávala z 30—40 zástupců církví, náboženských sdružení, školní a lidové výchovy, vědy a umění; 3. Spolková rada hospodářská (Bundeswirtschaftsrat), složená ze 70—80 volených zástupců zemědělství a lesnictví, průmyslu a hornictví, živností a obchodu, dopravy, zástupců peněžních a úvěrních ústavů, svobodných povolání a veřejné služby; 4. Rada zemí (Länderrat) se skládala ze zemských hejtmanů a zemských finančních referentů. Město Vídeň bylo v zemské radě zastoupeno starostou a jedním členem městské správy. členové Rad byli zároveň členy Vlastenecké fronty.
Zákonodárným sborem byl Spolkový sněm (Bundestag), do kterého Státní rada vysílala 20 poslanců, Spolková rada kulturní 10 poslanců, Spolková rada hospodářská 20 poslanců a Zemská rada 9 poslanců. Spolková vláda předkládala osnovy zákonů nejprve poradním sborům, které se k nim vyjadřovaly na důvěrné schůzi. Spolkový sněm mohl zákony schválit nebo zamítnout. Jednání Spolkového sněmu byla veřejná. V případě, že Spolkový sněm zákon zamítl, mohlo o zákonu rozhodnout „lidové hlasování” (referendum), které mohla vyhlásit také vláda.
Spolkový prezident jmenoval vládu a měl vyhrazené právo ji též sesadit. V zemských sněmech byl zaveden stavovský systém. Spolková vláda mohla za určitých předpokladů vydat zákony cestou „nařízení”. Spolkový prezident mohl, pokud se stát nacházel ve „stavu nouze”, pozměnit ústavu taktéž nařízením. Svoboda tisku byla podstatně omezena, jelikož mohla být zákonem nařízena předběžná cenzura, což se týkalo i divadel, rozhlasu a biografů.
Na podkladě uzavřeného konkordátu s Vatikánem byla do nové ústavy zahrnuta ustanovení o náboženských úkonech, svobodě víry a svědomí. Správa vysokých škol, středních učilišť a některých obchodních škol podléhala výhradně státu; zemské školní rady, okresní školní rady a místní školní rady definovala ústava jako státní orgány. Ustanovení o všeobecných právech státních občanů a o ochraně osobní svobody byla převzata ze základního zákona z roku 1867.
Změna se týkala také státního znaku. Dosavadní jednohlavá orlice s kladivem a srpem  byl nahrazen dvouhlavým orlem svaté říše římské německého národa; černým a zlatem zdobeným dvouhlavým orlem s červenými jazyky, zlatými kruhy kolem nekorunovaných hlav a na prsou se znakem „Ostmarky” (Babenberků), bílým břevnem v červeném poli.

### Rakouská dobrovolná pracovní služba
V důsledku hospodářské krize a specifické politiky státu, jehož prioritou se stala stabilita rakouské měny a státního rozpočtu, se meziválečné období vyznačovalo vysokou nezaměstnaností. Státní program tvorby pracovních míst (Arbeitsbeschaffungsprogramm), vyhlášený v roce 1933, byl v podstatě využíván pro propagandistické účely. Za pomoci státních půjček se dařilo nastartovat velké státní pracovní projekty (zejména v oblasti výstavby silnic, kanálů a mostů), ale stát neinvestoval do hospodářství natolik, aby dokázal výrazně snížit nezaměstnanost.
Legislativním základem pro zřízení rakouské dobrovolné pracovní služby (Freiwilliger Österreichischer Arbeitsdienst) se stal spolkový zákon o dobrovolné pracovní službě (Freiwilliger Arbeitsdienst, F.A.D.) nezaměstnané mládeže z 18. srpna 1932 (BGBl. Nr. 304/1932) a nařízení ministerstva sociálních věcí ze dne 18. října 1932 (BGBl. Nr. 311/1932). V říjnu 1933 odvádělo dobrovolnou pracovní službu už kolem 20 000 osob ve 240 pracovních táborech, přičemž tak polovina jich v táborech bydlela (např. při výstavbě Grossglocknerské vysokohorské silnice (Großglockner-Hochalpenstraße), silnice na Kahlenberg (Wiener Höhenstraße), vídeňského Říšského mostu (Reichsbrücke) a při stavbách vodních přehrad). V důsledku nabytých zkušeností v letech 1933–1934 prošel zákon několika úpravami (BGBl. Nr. 271/1933, Nr. 583/1933, Nr. 419/1934). Na konci února 1934 bylo v dobrovolné pracovní službě zaměstnáno 10 475 mužů a 2 397 žen, ve veřejné pracovní službě 6 940 osob, v pracovních táborech 5 932 osob. Uzavřené tábory se zřizovaly hlavně pro dělníky zaměstnané při regulacích, stavbě silnic, při pracích pro zimní pomoc, při agrárně-technických pracích, při osídlování, zřizování hřišť, útulen pro mládež apod. Během roku měla být dobrovolná pracovní služba značně rozšířena a počítalo se s otevřením nových pracovních táborů.
Dobrovolná pracovní služba v roce 1934. V přednášce o dobrovolné pracovní službě v Rakousku uvedl sekční rada dr. Keller mimo jiné, že v roce 1934 bylo zaměstnáno při dobrovolné pracovní službě měsíčně průměrně 15.000 osob, z nichž bylo okrouhle 2000 dívek. V sezónních měsících stavebního odboru vzrostl počet zaměstnaných při dobrovolné pracovní službě až přes 17.000. Dobrovolnou pracovní službou bylo provedeno v uplynulém roce skoro 800 prací. Počet pracovních hodin přesahuje 5 milionů dvěstě tisíc. Ze státních prostředků bylo uvolněno pro dobrovolnou pracovní službu okrouhle 11.5 mil. šilinků. Celkový obrat činil asi 17 milionů šilinků. V roce 1934 bude dobrovolná pracovní služba usjednotěna. Tato akce bude skončena nejpozději v dubnu. Při ministerstvu pro sociální správu bude zřízen správní poradní sbor pro dobrovolnou pracovní službu.
Vídeňské noviny, ve Vídni 5. února 1935, s. 3
Teprve v roce 1935, kdy byla též vyhlášena „pracovní bitva” (Arbeitschlacht 1935), vydalo ministerstvo sociálních věcí nařízení o postavení „Rakouské pracovní služby” (Verordnung des Bundesministers für soziale Verwaltung, betreffend die Geschäftsordnung des "Österreichischen Arbeitsdienstes", BGBl. Nr. 38/1935). Od roku 1936 byla dobrovolná pracovní služba redukována a v roce 1937 v ní bylo zaměstnáno jen kolem 4 500 osob. Úřední zpráva o stavu nezaměstnanosti vykazovala k 15. prosinci 1937 245 986 podporovaných nezaměstnaných, což bylo přibližně o 21 800 nezaměstnaných více než koncem listopadu 1937. Po anšlusu byla FAD na začátku dubna 1938 převedena do „Říšské pracovní služby” (Reichsarbeitsdienst, RAD).

### Vlastenecká fronta
Dollfussovo spojenectví s čím dál tím více na fašistické Itálii závislém Heimwehru, odmítání spolupráce se sociální demokracií a v konečném důsledku nastolení autoritativní vlády, nejen že destabilizovalo vnitropolitickou situaci Rakouska, ale vedlo i k velkému oslabení obranyschopnosti státu před vnějším nebezpečím. Za účelem upevnění svých pozic zřídil Dollfuss 20. května 1933 Vlasteneckou frontu (Vaterländische Front, VF). V tomto období došlo k ohlášení návštěvy bavorského ministra vnitra a říšského justičního komisaře Hanse Franka, takže už tak dost vypjaté vztahy se sousedním Německem klesly doslova na bod mrazu. Postavení Vlastenecké fronty upravila vláda téměř současně s novou ústavou. VF se stala jediným politickým hnutím v Rakousku s postavením právnické osoby (Bundesgesetz vom 1. Mai 1934 BGBl. II Nr. 4/1934, betreffend die „Vaterländische Front“) a nositelkou rakouské státní myšlenky. Jako taková byla jediná oprávněna vytvářet politickou vůli. VF byla postavena na vůdcovském principu, v jejím čele stál spolkový vůdce (Dollfuß) a jeho zástupce Ernst Rüdiger von Starhemberg, spolkový vůdce se opíral o svazovou radu. Ozbrojenou formaci Vlastenecké fronty se stala Domobrana / Wehrfront (Heimatschutz, Ostmärkische Sturmscharen, Freiheitsbund, Christlich-deutsche Turnerschaft, Burgenländischen Landesschützen), v jejímž čele stál vůdce kníže Starhemberg. V rámci Vlastenecké fronty měla být utvořena také „Jednotná obranná, sportovní a výchovná organizace”, do které by byly začleněny všechny dosavadní sportovní a výchovné organizace, taktéž z důvodu jednotné vlastenecké výchovy mládeže všechny dosavadní mládežnické organizace (Ostmarkjugend, Jung-Vaterland, Ostmärkische Sturmscharen) a dělnické sportovní kolegium. Vlastní mládežnická a obranná organizace byla zřízena nakonec až v roce 1936 pod názvem VF - Österreichisches Jungvolk (ÖJV) a VF-Werk „Frontmiliz”.

### Jednotný odborový svaz
Po úspěšném potlačení únorových bojů byla okamžitě zakázána strana sociální demokracie, všechny levicové odbory a organizace vystupující na obranu dělníků. Nařízením ministerstva pro sociální správu z 8. března 1934 byl zřízen „Jednotný odborový svaz rakouských dělníků a zaměstnanců” (Einheitsgewerkschaf - der Gewerkschaftsbund der Arbeiter und Angestellten) a jmenována dvanáctičlenná správní rada, sestávající z předsedy, místopředsedy, předsedů pěti zastřešujících profesních sdružení (profesní sdružení pro průmysl a těžbu, pro živnosti, pro obchod a dopravu, pro peněžnictví, úvěry a pojišťovnictví, pro svobodná povolání) a jejich zástupců. V každé zastřešující organizaci byla zřízena frakce pro dělníky a pro zaměstnance.
Členové správní rady pocházeli z Křesťanské odborové ústředny (Christlichen Gewerkschaften, sdružující zemědělské dělníky a služky, též vojáky), Nezávislých odborů (Unabhängigen Gewerkschaften, dělníci z Horního Rakouska, malých podniků a příslušníci Heimwehru), Německo-nacionální odborové ústředny (Deutschnationalen Gewerkschaften, sdružující hlavně zaměstnance v průmyslové a obchodní oblasti) a Svobodných odborů (Freien Gewerkschaften, sestávající ze sociálních demokratů a komunistů z průmyslu, živnostenských podniků, z tramvajáků a železničářů, státních zaměstnanců města Vídně). Oficiálně zahájily Jednotné odbory (Einheitsgewerkschaf, EG) svou činnost až po vyhlášení květnové ústavy, přičemž přesný okruh činnosti a účel Jednotných odborů byl vyhlášen 12. prosince 1934 ve Spolkovém věstníku (Bundesgesetzblatt).
- Předseda: Johann Staud (kožedělník), dosavadní generální sekretář Křesťanské odborové ústředny;
- Místopředseda: Josef Lengauer (elektrikář), dosavadní předseda Nezávislé odborové ústředny domobrany;
- Profesní sdružení pro průmysl a těžbu (Berufsverband für Industrie und Bergbau): za dělníky Bedřich Lichtenegger (zámečník), poslanec domobrany (Heimwehr) / za zaměstnance Karel Untermüller, dosavadní funkcionář Křesťanské odborové ústředny;
- Profesní sdružení pro živnosti (Berufsverband für das Gewerbe): za dělníky Waldsam (Kř.) / za zaměstnance Preyer (Kř.)
- Profesní sdružení pro obchod a dopravu (Berufsverband für Handel und Verkehr): za dělníky Rechberger (Kř.) / za zaměstnance Adolf Wesely (dosavadní funkcionář Německo-nacionální odborové ústředny);
- Profesní sdružení pro peněžnictví, úvěry a pojišťovnictví (Berufsverband für das Geld-, Kredit- und Versicherungswesen): za dělníky Waschnigg (Kř.) / za zaměstnance Weinberger (Kř.);
- Profesní sdružení pro svobodná povolání (Berufsverband für die freien Berufe): za dělníky Troidl (Kř.) / za zaměstnance Dr. Edmund Palla (dosavadní první sekretář vídeňské Dělnické komory / Arbeiterkammer).[26]

Úkolem zemských ústředen jednotné odborové organizace byly pověřeny správní komise při Dělnických a zaměstnaneckých komorách. Příspěvek pro Dělnickou komoru a na nemocenské pojištění byl nadále strháván zaměstnancům zaměstnavatelem a odváděn nemocenské pokladně. Příspěvek odborové organizaci byl vybírán závodním důvěrníkem v závodě přímo od dělníka. Později byla ustavena jednotná odborová organizace obecních zaměstnanců všech spolkových zemí (1. června 1934), která nesla název „Odborový stavovský svaz rakouských obecních zaměstnanců”. Odbory sociálních demokratů („Siebenerkomitee“) a komunistické odbory („WAK- Kommission zum Wiederaufbau der Freien Gewerkschaften“) odešly do ilegality, přičemž styčná kancelář ilegálních odborů byla založena v Brně.

### Dollfussova smrt – předehra Schuschniggova státu
Adolf Hitler se myšlenkou spojení obou německých států nijak netajil. Ve svém ideologickém manifestu Mein Kampf hovořil o rakouských Němcích jako o bratrech s tou nejlepší krví, takže přáním každého Němce mělo být přivítat je ve všeněmecké říši. Hitlerovu „Anšlusu” stáli v cestě dva protivníci: Benito Mussolini (a „jeho Italové”) a rakouský kancléř Engelbert Dollfuss s rakouským národem. Posledním pokusem o spojení Německa a Rakouska se staly snahy o vytvoření německo-rakouské celní unie. Jak v Německu, tak i v Rakousku se nakonec k moci dostaly skupiny, jejichž spolupráce nebyla možná; v Německu si přáli vstup Rakouska do Říše nacisté Adolfa Hitlera, kdežto rakouští austrofašisté Engelberta Dollfusse spojení s Německem kategoricky odmítali. Austrofašisté se opírali především o příznivce z nižších a středních vrstev rakouského obyvatelstva, kterým Dollfuss nabídl novou koncepci stavovského státu (s podporou katolické církve).
Dollfuss tak ve státě nezasahoval jen proti sociálním demokratům. O pád vlády se snažili také rakouští národní socialisté (NSDAP-Hitlerbewegung, Schutzstaffel, Sturmabteilung, Nationalsozialistischer Deutscher Studentenbund, Hitlerjugend, Nationalsozialistische Betriebszellenorganisation, NS-Soldatenring), podporovaní svými německými soukmenovci. Německá vláda rozpoutala v říšských novinách i rozhlase proti Dollfussově vládě a režimu štvavou kampaň a dne 27. května 1933 zavedla kauci 1 000 marek pro každého Němce cestujícího do Rakouska (Tausend-Mark-Sperre). Tím došlo k velké stagnaci německé turistiky do Rakouska a k narušení příhraničí spolupráce mezi oběma státy. Rakouští nacisté s podporou Berlína odstartovali 9. června 1934 vlnu teroristických akcí: útočili na dopravní uzly, pořádali atentáty na úřady vlády i státní představitele.
Narůstající nepokoje rakouské NSDAP vyvrcholily 25. července 1934 pokusem o puč, ke kterému dal 22. července 1934 souhlas samotný Adolf Hitler. Policejní úředník Johann Dobler, jenž byl do příprav puče zasvěcen, připravovaný puč prozradil - dvě hodiny před jeho vypuknutím o něm podal zprávu ministrovi bez portfeje Emilovi Feyovi. Ten informoval Dollfusse teprve ve dvanáct hodin, do té doby váhal mezi loajalitou vůči Dollfussovi a touho po moci. Přibližně ve stejnou dobu vyrazila nákladní auta SS-standarty 89 se 144 příslušníky od tělocvičny německého klubu v Siebensterngasse a směřovala ke kancléřství.
Dollfuss schůzi rychle ukončil a ministry poslal zpět do jejich úřadů, sám se společně s Feyem a tajemníky pro bezpečnost Carlem Karwinskym a vojenské záležitosti Wilhelmem Zehnerem stáhl do své pracovny. Ve chvíli, kdy pučisté odzbrojili stráže u vrat kancléřství a vběhli ve 12.53 hod. do budovy úřadu, střelil vůdce pučistů Otto Planetta dvakrát po utíkajícím kancléři, kterého trefil do krku. Krvácejícímu a umírajícímu kancléři byla odepřena lékařská pomoc i kněz. Zemřel o tři hodiny později se slovy: „Chtěl jsem pouze mír. Kéž Bůh těm druhým odpustí.” Krátce po obsazení budovy kancléřství přepadli pučisté centrální rozhlasovou stanici „Rawag”, vyhlásili odstoupení Dollfussovy vlády a nastoupení vlády Antona Rintelena, dosavadního vyslance v Římě.
Povstání se podařilo rakouské armádě a policii potlačit v samém počátku, ohniska vzpoury se nacházela ve Vídni, Štýrsku a Korutanech. V celé zemi se neuskutečnilo jediné lidové povstání na podporu NSDAP a zrovna tak nebylo zaznamenáno přebíhání rakouských vojáků na stranu pučistů. Povstání odsoudil také zahraniční tisk, ne však tisk německý, který puč i atentát na Dollfusse popisoval jako povstání proti Dollfussově tyranii, za atentátníky označoval členy domobrany i marxisty.
Puč v kancléřskěm úřadě
Včera kolem 1 hodiny v poledne vniklo asi 140 národně-sociallstických teroristů v stejnokrojích vojínů a strážníků do budovy kancléřského úřadu na Ballhausplatze. Spolkový kancléř dr. Dollfuss byl ve dveřích své pracovny těžce zraněn dvěma výstřely jednoho z pučistů a odpoledne zranění podlehl. Puč národně-sociallstických teroristů byl dle všeho důkladně připraven. Pučisté přijeli před budovu nákladními auty za vedení majora a setníka. Vojenská stráž byla přemožena a pučisté vnikli po schodech do prvého poschodí, kde se nalézá úřad spolkového kancléřství. Pučisté zamýšleli zatknout! všechny členy vlády, kteří byli shromážděni v ministerské radě, ale ta byla již skončena. V budově se nalézali již jen kancléř dr. Dollfuss, ministr Fey a státní sekretář Karwinsky. Byli pučisty zajati.
Vídeňské noviny, čtvrtek 26. července 1934

Dne 26. července 1934 vstoupil v platnost zákon o vzniku „Vojenského soudního dvora jako výjimečného soudu k odsouzení trestného jednání spojeného s pokusem o převrat z 25. července 1934“, před kterým se měli zodpovídat hlavní pachatelé. Otto Planetta a Franz Holzweber, vůdci útoku na Spolkové kancléřství, byli již následující den odsouzeni k trestu smrti a o několik hodin později popraveni. Následovalo dalších 11 trestů smrti, v souvislosti s pučem bylo krátkodobě zatčeno kolem 13 000 až 15 000 osob, další dva až tři tisíce uprchli do zahraničí, zejména do Jugoslávie, vůdcům spiklenců Ottovi Gustavu Wächterovi, Rudolfu Weydenhammerovi a Fridolinu Glassovi se podařilo uprchnout do Německa a trestnímu stíhání se vyhnuli.

## Schuschniggova vláda (1934–1938)
V období od léta 1934 do roku 1936 určovaly vnitřní i zahraniční politiku Rakouska osobnosti Kurt Schuschnigg a Ernst Rüdiger von Starhemberg, popřípadě další vůdce Heimwehru Emil Fey. Po smrti Dollfusse došlo k rozdělení funkcí kancléře a vůdce Vlastenecké fronty, přičemž kníže Starhemberg obdržel post vicekancléře a vůdce VF. Od roku 1936, kdy Schuschnigg z vlády a Vlastenecké fronty odstranil Starhemberga, nastala rakouská cesta ústupků Německu. Schuschnigga k nim vedly zejména změny v německo-italských vztazích v důsledku agrese Itálie do Habeše.

### 1. Schuschniggova vláda 1934
Kurt Schuschnigg, člen a rozpočtový zpravodaj poslanecké frakce křesťansko-sociální strany, byl 29. ledna 1932 povolán jako ministr spravedlnosti do druhé vlády dr. Buresche a v květnu 1933 převzal též ministerstvo školství. Po zavraždění spolkového kancléře Dollfusse v červenci 1934 byl spolkovým prezidentem Wilhelmem Miklasem jmenován 30. července 1934 spolkovým kancléřem, následně prezident schválil Schuschniggem navrženou vládu:
- Spolkový kancléř: dr. Kurt Schuschnigg, vedl zároveň ministerstvo zemské obrany, vyučování a spravedlnosti;
- Vicekancléř: Ernst Rüdiger von Starhemberg, pověřen vedením všeobecné bezpečnosti, odpovědný za záležitosti tělesné výchovy;
- Ministr zahraničních věcí: Egon Berger-Waldenegg vedením zahraničních věcí;
- Ministr financí: dr. Karl Buresch,
- Ministr obchodu a dopravy: Friedrich Stockinger;
- Ministr pro sociální správu: Odo Neustädter-Stürmer, k čemuž mu byla přidělena agenda nového řádu stavovského;
- Ministr zemědělství a lesnictví: zemský dolnorakouský hejtman Josef Reither byl do funkce jmenován o den později;
- Generálním státním komisařem zůstal ministr ve výslužbě major Emil Fey, k čemuž obdržel ještě resort vnitřní správy.[32]

### Zákon o zrušení vypovězení Habsburků a navrácení jejich majetku
Jednou z otázek, kde se kancléř Schuschnigg a vicekancléř Starhemberg vůči sobě vymezovali, byl pohled na monarchii. Schuschnigg s restaurováním monarchie nepočítal. V tomto smyslu se také vyjádřil už o Velikonocích v roce 1934 jako ministr spravedlnosti. Nicméně 1. dubna 1934 se členové rakouské vlády (ministr obrany Schönburg-Hartenstein a státní sekretář Carl Karwinsky) poprvé účastnili slavnostní zádušní mše k 12. výročí úmrtí posledního rakouského císaře Karla I. v kostele sv. Michaela (Michaelerkirche). Pro velkou účast stálo mnoho účastníků až na prostranství před chrámem, kde držely čestnou stráž roty domobrany (Heimwehr) a úderných oddílů Ostmarky. Po bohoslužbách se průvod vydal k císařově pamětní desce na Michaelské náměstí (Michaelerplatz), kde byly před deskou položeny četné věnce, odtud se průvod ubíral k pomníku arcivévody Karla na náměstí Hrdinů (Heldenplatz). Zde pak byla celá sláva zakončena manifestací pro brzký návrat Habsburků. Nová květnová ústava z roku 1934 v § 56 odst. 4 snížila ústavní zákon o vypovězení Habsburků a převzetí jmění rodu Habsbursko-lotrinského státem (Gesetz betreffend die Landesverweisung und die Übernahme des Vermögens des Hauses Habsburg-Lothringen) na úroveň spolkového zákona (Verfassungsübergangsgesetz).
Podle nového spolkového zákona č. 299 o Habsburcích z 13. července 1935 (Bundesgesetz, betreffend die Aufhebung der Landesverweisung und die Rückgabe von Vermögen des Hauses Habsburg-Lothringen) došlo ke zrušení vypovězení Habsburků z Rakouska a zároveň se Habsbursko-lotrinskému rodu navracelo jejich jmění. První článek zákona zrušil zákon o Habsburcích z 3. dubna 1919, popřípadě druhý odstavec tohoto zákona o vypovězení Habsburků. Druhý článek zmocnil rakouskou vládu k vydání jmění Habsbursko-lotrinskému rodu, které přešlo roku 1919 do vlastnictví rakouského státu (popřípadě Fondu válečných poškozenců). Navrácení se týkalo i nemovitostí, které před převzetím státem sloužily k osobnímu majetku zemřelého císaře Karla. Z navrácení byly vyňaty umělecké, archeologické nebo historické předměty, které se nacházely ve státních sbírkách. Spolková vláda mohla na základě svého volného uvážení určit, jakým způsobem budou k tomu sloužící fondy zřízeny a taktéž se zříci převzetí závazků váznoucích na vyvlastněných nemovitostech ve prospěch státu. Vláda si zároveň mohla vyhradit, že navrácené statky nesmí být dále prodány nebo zaknihovány, popřípadě omezení opětovně zrušit. Všechny právní listiny, knihovní zápisy i soudní podání byla osvobozena od všech dávek, kolkovného a jiných poplatků. Zákon neuváděl množství a do jaké míry se bude majetek navracet.

### Všeobecná branná povinnost, frontové milice a spolková armáda
Ke stabilizaci rakouského státu nepřispívaly ani rozporné názory Schuschnigga a Starhemberga na otázku organizování státních ozbrojených složek. Schuschnigg upřednostňoval význam spolkového vojska při obraně země v případném konfliktu s Hitlerem a rozhodl se posilovat armádu nejen plánovaným zavedením všeobecné branné povinnosti a včleněním ozbrojených svazků Heimwehru do armády, ale i za cenu porušování ustanovení mírové smlouvy ze Saint-Germain (budování vojenského letectva).
Příprava na sloučení branných svazů započala už v květnu 1935 (Ostmärkische Sturmscharen přeměněny na kulturní sdružení), na podzim téhož roku byla sloučením Heimwehru s ostatními svazky založena organizace „Freiwillige Miliz – Osterreichischer Heimatschutz”. Dne 16. května 1936 zasedli ve vládě noví ministři Edmund Glaise-Horstenau a Guido Schmidt, dále byla funkce spolkového vůdce Vlastenecké fronty sloučena s kancléřským úřadem (Bundesgesetz über die „Vaterländische Front“), čímž Schuschnigg ukončil politickou kariéru svého oponenta Starhemberga a odstranil hnutí Heimwehru, poslední překážku, která mu stála před smlouvou s Německem v cestě. Na podzim roku 1936 došlo k rozpuštění veškerých branných svazů a zřízení jednotné branné formace „Frontové milice” (Frontmiliz), jejichž vůdcem byl jmenován nový vicekancléř Eduard Baar-Baarenfels.
Podle nového zákona o všeobecné branné povinnosti z 1. dubna 1936 byli všichni rakouští občané od osmnácti do 42 let povinni vykonávat brannou službu pro stát, ať již se zbraní nebo bez ní. Zákon měl jen obecný ráz, např. jaké ročníky budou ke službě povolány a jak dlouhá bude aktivní služební doba, měly být teprve vydány. Slavnostní vojenská přehlídka 19. dubna 1936 byla spojena s pietní slavností u příležitosti 200. výročí úmrtí rakouského vojevůdce prince Evžena Savojského, kdy došlo také k přejmenování vojenských pluků.
Po červencové smlouvě Rakouska s Německem došlo k řadě doplňujících ustanovení o všeobecné spolkové služební povinnosti ((II. Verordnung zum Bundesdienstpflichtgesetz) a trestní ustanovení za obcházení spolkové služební povinnosti (III. Verordnung zum Bundesdienstpflichtgesetz). Spolková služební povinnost v ozbrojených složkách obsahovala mimo odvodní povinnosti i pravidelnou prezenční službu a služební povinnost v záloze nebo v náhradní záloze.

#### Pravidelná prezenční služba
Povolaní k vykonávání pravidelné prezenční služby (D-mužstvo) byli povinni službou ve všech složkách ozbrojené moci a platili pro ně stejné předpisy, tedy byli umístěni v kasárnách, obdrželi toaletní potřeby (50 g měsíčně) a 40 grošů denního žoldu. Z hospodářských (živitelé rodiny, majitelé zděděných hospodářství) a vojenských důvodů mohli být branci skupiny D z pravidelné prezenční služby vyřazeni. Způsobilým brancům ročníků 1901 až 1914 mohlo být na požádání povoleno absolvování prezenční služby na vlastní útraty a po minimálně osmitýdením vojenském výcviku mohli být z pravidelné prezenční služby předčasně propuštěni.

#### Služba v záloze
Branci, kteří vykonali nejméně tříměsíční vojenskou službu a nepřináleželi stavu presenčnímu nebo stavu dovolenců ozbrojené moci, byli povinni službou v záloze. Na všeobecné nebo zvláštní vyzvání byli povinni se dostavit k prezenční službě, ke cvičením ve zbrani v celkovém trvání dvaceti týdnů (maximálně čtyři týdny ročně), jednou do roka se dostavit ke kontrole. Pro záložníky platilo též nařízení ohledně dalšího poskytování podpory v nezaměstnanosti a nouzové výpomoci příslušníkům rodiny k prezenční službě povolaných nezaměstnaných a nařízení o uchování služebních a pracovních poměrů.

#### Služba v náhradní záloze
Branci spolkové služební povinnosti, kteří nepřináleželi záloze, prezenční službě a ani stavu dovolenců, byli povinni službou v náhradní záloze. Na všeobecné nebo zvláštní vyzvání museli nastoupit presenční službu v armádě a jejich další povinnosti byly ponechány zvláštnímu uspořádání.

#### Prominuti služební povinnosti
Od povinnosti výkonu prezenční služby mohli být zproštěni záložníci a náhradní záložníci trvale nebo dočasně, dále zřízenci a dělníci veřejnoprávních obvodních korporací, pokud jejich činnost ve veřejné službě a ve vykonávaném povolání byla nepostrádatelná, nepostradatelní zřízenci a dělníci veřejné dopravy (železnic, paroplavby, letecké dopravy nebo dopravy motorovými vozidly) a jiné osoby, jejichž služební povinnosti byly vyžadovány pro obecně hospodářské nebo jiné veřejné zájmy. Lékaři směli býti využíváni k jiné než lékařsko-vojenské službě jen na vlastní žádost. Všechny potřebné doklady, týkající se spolkové služební povinnosti, nepodléhaly kolkování ani jiným právním poplatkům.

### 2. Schuschniggova vláda 1936
Spolkový kancléř Schuschnigg podal 14. května 1936 demisi vlády a současně navrhl, aby byla vláda zproštěna úřadu. Spolkový prezident Miklas návrhu vyhověl a pověřil spolkového kancléře Schuschnigga sestavením vlády nové a současně ho pověřil správou spolkového kancléřství včetně zahraničních věcí a dále řízením ministerstva zemské obrany. Na návrh spolkového kancléře Schuschnigga byli prezidentem jmenováni noví ministři a státní tajemníci:
- Státními tajemníky spolkového kancléřství: generál pěchoty Wilhelm Zehner a Guido Zernatto;
- Vicekancléřem: Eduard Baar-Baarenfels, který současně převzal řízeni věcí vnitřní správy a bezpečnosti;
- Ministrem spravedlnosti: Hans von Hammerstein-Equord;
- Ministrem vyučování: Hans Pernter;
- Ministrem sociální správy: Josef Resch;
- Ministrem financí: Ludwig Draxler;
- Ministrem obchodu a dopravy: Friedrich Stockinger;
- Ministr zemědělství a lesního hospodářství nebyl jmenován a post prozatímně svěřen spolkovému kancléři

Dosavadní místokancléř Ernst Rüdiger Starhemberg kvůli věcným sporům s kancléřem z vlády vystoupil, dále vystoupili také ministři Egon Berger-Waldenegg, Josef Dobretsberger, Ludwig Strobl, Robert Winterstein a státní tajemník Theodor Emanuel Znidaric.
Brožury k jubileu spolkového kancléře

U příležitosti jubilea dvouletého úřadování dra Schuschnigga jako spolkového kancléře byly vydány tři brožury, pojednávající o spolkovém kancléři dru Schuschniggovi a jeho velkém díle. První, vydaná rakouskou spolkovou tiskovou službou, jejímž autorem jest profesor Julius Patzelt, má titulek Das Werk eines Staatsmannes — Zwei Jahre Dr. Schuschnigg. Tato brožura pojednává o vnitropolitické konsolidaci, hospodářském vzestupu a o Rakousku a evropské krisi. Druhá brožura, pojednávající o výstavbě nového státu a o hospodářských a sociálně-politických otázkách, byla vydána nakladatelstvím Heroldovým. Tato brožura obsahuje i výňatky z některých významných kancléřových řečí. Autorem třetí brožury, Zwei Jahre Friedenswerk Dr. Schuschnigg, jest Ota Seiffert. Včera vyšel druhý díl významných řečí spolkového kancléře dra Schuschnigga, Oesterreichs Erneuerung, vydaný rakouskou spolkovou tiskovou službou.
Vídeňské noviny, ve Vídni 29. července 1936, s. 2

### Červencová smlouva s Německem
Franz von Papen, od roku 1935 německý vyslanec ve Vídni, už na začátku roku 1936 doporučoval do vlády přizvat právníka Arthura Seyss-Inquarta, státního radu Edmunda von Glaise-Horstenau a rektora univerzity ve Vídni Oswalda Menghina. Papen byl také původcem smlouvy mezi Rakouskem a Německem z 11. července 1936 (Juliabkommen), kterou Schuschnigg po podepsání v rozhlase euforicky označil za příspěvek k zajištění evropského míru („Beitrag zur Sicherung des europäischen Friedens“). Nezmínil ale důvěrnou džentlmenskou dohodu (Gentlemen’s Agreement), v níž se spolkový kancléř zavázal (odstavci IXa a IXb) k rozsáhlé politické amnestii a k zapojení představitelů „národní opozice“ a osob, které mají jeho důvěru, do politického rozhodovacího procesu v Rakousku a kterou rakouská národně-socialistická opozice vnímala jako přípravu ke sjednocení Německa s Rakouskem; následně do svého kabinetu jmenoval ministra vnitra Edmunda Glaise-Horstenau, ministra bezpečnosti Odo Neustädter-Stürmera, státním sekretářem zahraničních věcí Guida Schmidta. Arthur Seyss-Inquart byl 17. června 1937 jmenován státním radou.
Dr. Schmidt nastoupil úřad. Státní sekretář pro zahraničí dr. Quido Schmidt přijal včera v poledne u příležitosti nastoupení úřadu úředníky zahraniční služby. Za úředníky pozdravil státního sekretáře mimořádný vyslanec a zplnomocněný ministr dr. Jindřich Wildner. V odpovědi na pozdrav úředníků státní sekretář uvedl, že spolkový kancléř dr. Schuschnigg, jemuž se podařilo obdivuhodné velké dílo smíření s Německem, nadále bude určovati směrnice rakouské zahraniční politiky. Jest úkolem všech, pravil státní sekretář, pracovati na oživení tohoto velkého díla, čímž bude vlasti nejlépe poslouženo. Dr. Schmidt zdůraznil nakonec, že při svých pracích se bude říditi slavnou tradicí starého i nového Rakouska.
Vídeňské noviny, ve Vídni 15. července 1936, s. 2
Římské protokoly z roku 1934, které měly Itálii, Rakousku a Maďarsku zajistit nejen politickou a hospodářskou spolupráci, ale také posloužit jako protiváha státům Malé dohody, neměly dlouhého trvání. Po červencové smlouvě s Německem uzavřelo Německo v říjnu smlouvu s Itálií (říjnová německo-italská dohoda) a od 9. listopadu 1936 probíhaly ve Vídni konference států římských protokolů (Dreierkonferenz) za účasti spolkového kancléře Schuschnigga, rakouského státního tajemníka pro zahraničí Schmidta, italského ministra zahraničí hraběte Galeazzo Ciana a maďarského ministra zahraničí Kolomana Kanya. Vídeňská schůzka byla poslední konferencí států římských protokolů, na které byly dojednány hospodářské smlouvy (i když tajné) a z praktického hlediska znamenala zánik protokolů. Dne 18. listopadu 1936 oznámila německá tisková kancelář a italská Stefaniho kancelář, že uznávají španělskou Francovu vládu.

### Rozsáhlá amnestie politických vězňů
Dne 22. července 1936 udělil spolkový prezident Miklas milost mnoha politickým vězňům. Amnestie se dělila do čtyř skupin: 1. rozsáhlé podmínečné prominutí trestů osobám, uvězněných pro výslovně politické činy nebo činy z politických pohnutek; 2. zastavení soudního trestního řízení pro trestné politické činy; 3. cestou milosti zastavení odložených soudních řízení proti méně zúčastněným na červencovém puči; 4. podmínečné prominutí nastoupení trestu pro politické činy odsouzeným osobám, které tresty dosud nenastoupily. Zbytek trestu byl amnestií prominut všem odsouzeným do 10 let. Odsouzeným od 10 do 20 let byly prominuty tresty v případě, že se nedopustili krvavého činu, že nebyli odsouzeni za mimořádně přitěžujících okolností a nedopustili se těžkého porušení služební povinnosti nebo vojenské přísahy. V případech doživotního odsouzení byl trest prominut podmínečně ve třinácti případech.
Při prostých politických činech se přihlíželo k tomu, jestli při spáchání činu bylo použito třaskavin. Podle zákona o třaskavinách byly odsouzení amnestováni jen v případech, pokud u nich bylo nalezeno jen nepatrné množství třaskavin, přenášeli-li třaskaviny za odměnu nebo zúčastnili-li se atentátu, jímž nemohla být způsobena větší škoda a nebyly ohroženy lidské životy. Při vědomém ohrožování lidských životů byla udělena amnestie jen v ojedinělých případech. Zastavení odloženého soudního trestního stíhání méně zúčastněných na červencovém puči se týkalo až 48 případů. Nastoupení trestu bylo prominuto všem politickým odsouzeným, kteří trest nenastoupili. Po provedení amnestie zůstalo v rakouských věznicích 224 politických vězňů. Amnestie se vztahovala také na tresty udělené správními úřady. Ta byla po demonstracích národních socialistů během olympijského pochodňového běhu Vídní zastavena a znovu zahájena teprve po uklidnění situace po 1. září 1936.
Od 11. července 1936 do konce roku 1937 byly amnestovány osoby ilegálně činné v NSDAP: 1 046 osobám byl zbytek trestu prominut; 1 917 soudních řízení bylo zastaveno a mimo to bylo zastaveno soudní řízení proti 12 618 osobám, které se účastnily červencového povstání jen nepřímo. Amnestovány byly také tresty vydané správními úřady: 1 625 osobám byl zbytek trestu prominut; 1 252 případů bylo správními úřady zastaveno. Z vězeňského tábora ve Wöllersdorfu (Anhaltelager Wöllersdorf) bylo propuštěno celkem 226 osob. Amnestie národních socialistů se vztahovala celkem na 18 684 osoby. Taktéž byly amnestovány téměř všechny trestné činy z únorové občanské války v roce 1934.

### Zrušení cestovních omezení mezi Rakouskem a Německem
Od 28. srpna 1936 byla zrušena veškerá omezení cestovního ruchu z roku 1933; německá říšská vláda zrušila 1000markový poplatek (Tausend-Mark-Sperre) a rakouská vláda zákaz cestování do Německa. Cestování tuzemských státních rakouských příslušníků do jednoho nebo druhého státu nebo přes jeho území bylo povoleno po předložení platného cestovního pasu, který byl výslovně označen jako platný k cestě do území druhého státu. Rakouští státní občané, kteří jeli do Německa nebo jím projížděli, byli od 28. srpna povinni předložit svůj pas u příslušného pasového úřadu a požádat o jeho zvláštní vidování pro Německo. Vízum opravňovalo k opětovnému překročení hranic po dobu platnosti pasu. Úprava se týkala také německého financování, dne 22. srpna 1936 byla v Berlíně podepsána úmluva o cestovním styku z Německa do Rakouska a úmluva o pasových úlevách v drobném pohraničním styku. Úmluva o cizineckém ruchu obsahovala přidělení částky 250 marek na osobu a měsíc pro říšské Němce cestující do Rakouska. Tuto částku obdrželi bez zvláštního povolení u berlínské devizní centrály. Zvláštní výhody získali členové německých turistických organizací a osoby, které cestovaly do Rakouska za účelem léčení, umělci, účastníci sjezdů a osoby jedoucí navštívit příbuzné.
Od ledna 1937 platily pro osoby povinné službou v armádě nové cestovní předpisy. Osoby, které příslušely odvodnímu ročníku 1916 a zamýšlely cestovat do ciziny, musely mít k výjezdu zvláštní povolení, které udílel příslušný okresní spolkový policejní úřad. Odvedenci museli k žádosti připojit ověření, že dotyčný odvodní úřad nemá proti vycestování námitek. Zvláštní povolení se zaznamenávalo do pasu. Odvedenci ročníku 1915 podléhali v roce 1937 taktéž dosavadnímu cestovnímu omezení. Vyjmuty byly jen osoby, které byly přeloženy do zálohy a mohly se prokázat „prozatímním vojenským pasem”, případně potvrzením, že byly pro trvalou služební neschopnost z branné moci propuštěny. Neodvedeným příslušníkům ročníku 1915 byl přechod hranic do ciziny povolen jen v případě, že v jejich cestovním pasu se nacházelo povolení ve smyslu 1. nařízení spolkového zákona o služební povinnosti z roku 1936 nebo pokud se prokázali potvrzením o jejich služební nezpůsobilosti. Pohraniční kontrolní úřady měly povinnost všechny osoby povinného odvodního ročníku 1916 a příslušníky odvodního ročníku 1915 bez cestovního povolení zadržet a nahlásit pro podezření z vyhýbání se spolkové služební povinnosti.

### 3. Schuschniggova vláda 1936
Po uzavření červencové smlouvy mezi Rakouskem a Německem byli v listopadu 1936 do vlády přizváni jako ministr bez portfeje Edmund Glaise-Horstenau (ředitel válečného archivu) a jako státní sekretář pro zahraničí Guido Schmidt (dosavadní místoředitel kanceláře spolkového prezidenta). Z kabinetu odešli vicekancléř Eduard Baar-Baarenfels (náměstek vůdce Heimatschutzu), ministr financí Ludwig Draxler (člen Heimatschutzu a důvěrník Ernsta Rüdigera Starhemberga), ministr obchodu Friedrich Stockinger (ve vládě od 10. května 1933) a Hans von Hammerstein-Equord.
- Spolkový kancléř a ministr zemské obrany: Dr. Kurt Schuschnigg;
- Vicekancléř: polní maršálek Ludwig Hülgerth (velitel Frontovní milice);
- Ministr spravedlnosti: Dr. Adolf Pilz;
- Ministr vyučování: Dr. Hans Pertner;
- Ministr sociální správy: Dr. Josef Resch;
- Ministr financí: Dr. Rudolf Neumayer;
- Ministr obchodu a dopravy: Profesor dr. Wilhelm Taucher;
- Ministr zemědělství: Peter Mandorfer;
- Ministři bez portfeje: Odo Neustädter-Stürmer (později ministr bezpečnosti) a dr. h. c. Edmund Glaise-Horstenau;
- Státní tajemníci: pro zemskou obranu generál pěchoty Wilhelm Zehner; zahraničí Dr. Guido Schmidt; generální tajemník Vlastenecké fronty Guido Zernatto; pro sociální správu (ochrana dělnictva) Hans Rott.[52]

Na jaře 20. března 1937 zbavil prezident Miklas na Schuschniggův návrh ministra bezpečnosti Neustädter-Stürmera úřadu. Agendu ministerstva bezpečnosti převzal spolkový kancléř, kterému stál po boku státní tajemník bezpečnosti Michael Skubl, setrvávající dále též ve funkci policejního prezidenta.

### Povinné hlášení o pobytu
V prosinci 1936 vydal spolkový kancléřský úřad k zákonu o obyvatelstvu (Einwohnergesetz BGBl. Nr. 406/1935, II. Durchführungsverordnung Nr. 476/1935), podle kterého musel být v každé obci veden soupis obyvatelstva (Einwohnerverzeichnis), nová nařízení o povinném hlášení k pobytu a o hlášení změn. Do 30 dnů musela být evidenčnímu úřadu (Einwohnermeldestelle) hlášena: přistěhování do obce a vystěhování z ní, dále nahlášena každá změna křestního nebo rodného jména, náboženství, rodinného stavu, státní příslušnosti a domovského práva, všechny změny ve spojitosti s úředním povolením (např. pro řidiče automobilů, motorek, pro letce, atd.), změny povolání a titulu.
Rakouští státní občané museli vedle uvedených změn hlásit také všechny změny týkající se vojenské povinnosti, poměr k Vlastenecké frontě, vstup do aktivní služby u četnictva, k celní stráži a bezpečnostní stráži, nastoupení aktivní vojenské služby a přestoupení z aktivní vojenské služby do zálohy. Dále muselo být hlášeno každé narození dítěte a každé úmrtí.
Po šestiměsíčním pobytu v obci se musel každý do dvou týdnů nahlásit k pobytu. Osoby bez stálého bydliště na území spolkového státu se musely dvakrát do roka hlásit a to vždy 10. června a 10. prosince u evidenčního úřadu v té obci, ve která se právě zdržovaly. Mimo toho se musely ve lhůtě od ledna do března nahlásit všechny osoby, které v tom kalendářním roce dovršily 18 let (od ledna 1937 započato s ročníky 1919). Všichni občané a to i cizinci, kteří překročili věk 18 let, se museli hlásit osobně, u mladších hlášení povinně obstarávali jejich zástupci. Osobám, které nesplnily tyto příkazy, hrozil trest pokutou do 3 000 šilinků nebo vězením do tří měsíců.

### Hospodářská smlouva mezi Rakouskem a Německem
Státní tajemník pro zahraničí Guido Schmidt a německý velvyslanec ve Vídni Franz von Papen podepsali společně s vůdci obou delegací rakouským velvyslancem Heinrichem Wildnerem a německým legačním radou Carlem Augustem Clodiusem 27. ledna 1937 hospodářskou smlouvu mezi oběma státy na rok 1937, jejíž účinnost počínala 1. únorem 1937. Zároveň byla ujednána dodatková úmluva k platné obchodní smlouvě z roku 1930, která se týkala celních tarifů. Za tímto účelem mělo dojít ke zřízení vládních výborů, které by se zabývaly řešením hospodářského styku, obchodními smlouvami, platebními podmínkami a výměnou zboží.
Ve směru z Rakouska do Německé říše se smlouva týkala zemědělských produktů (jatečního dobytka, tažného a chovného dobytka, koní, dále másla, sýra, mléka a smetany), dřevařského průmyslu (hlavně řeziva z jehličnatých stromů, železničních pražců, kulatiny a brusného dřeva), průmyslu železářského a ocelářského, opatření pro zlepšení účtování rakousko-německého filmového obchodu a plateb za duševní výkony (autorská práva) a opatření v platebním styku v rámci cestovního ruchu. Ve směru z Německé říše do Rakouska se jednalo o hospodářské kontingenty uhlí a koksu, průmyslové výrobky, kompenzace a jiné obchody.

### Státní investiční půjčka 1937
Projekt automobilové silnice Řím-Berlín. Jak píší listy, podal italský senátor Piero Puricelli, odborník pro stavbu silnic, spolkovému kancléři Schuschniggovi projekt, podle něhož budou italské a německé strategické automobilové silnice spojeny přes tyrolské území. Senátor Puricelli, jehož veliké zkušenosti ve stavbě silnic umožnily podle názoru všech vojenských znalců nečekané rychlé vítězství Itálie v habešské válce, navrhl spolkovému kancléři stavbu automobilové silnice od obce Mittenwaldu na tyrolsko-bavorské hranici k Brenneru v délce 73 km. Tato silnice by se mohla připojit na síť říšskoněmeckých automobilových drah i italských strategických silnic a tvořit tak přímé automobilové spojení mezi Římem a Berlínem. Italská trasa má vést přes Veronu a Florencii do Říma, kdežto německá část přes Mnichov a Lipsko se už staví. Senátor Puricelli měl v této věci před měsícem s Hitlerem obšírnou rozpravu. Mimo jiné mluvil italský odborník o vybudování strategické silnice z bavorsko-rakouského pohraničního města Salcburku do Vídně a druhé silnici z italských hranic přes Bělák a Štýrský Hradec do Vídně.
Vídeňské noviny, ve Vídni 3. února 1937, s. 3
Dne 6. února 1937 informovali spolkový kancléř K. Schuschnigg, ministr financí Rudolf Neumayer a prezident Rakouské národní banky (Oesterreichische Nationalbank) Viktor Kienböck na konferenci zástupců tisku veřejnost o státní investiční půjčce 1937 k financování investičního programu, která činila 180 milionů šilinků: 54 milionů mělo být použito k zaplacení některých krátkodobých státních dluhů, 17½ milionu k úhradě investic na rok 1937, 22 milionů mělo být použito k vojenským účelům (hlavně na vojenskou výzbroj a výstroj jako např. objednávky u oděvního a obuvního průmyslu) a 22 milionů na vybudování silniční sítě (silniční spojení mezi Vorarlbergem a Vídní, rekonstrukce silnic, výpadovky k německým a československým hranicím, silnice mezi Salcburkem a Korutany, silnice z Korutan přes Štýrský Hradec k maďarské hranici, mosty). Zvláštní půjčka ve výši 15 milionů šilinků měla být využita na přestavbu hlavní poštovní budovy (Laurenzergebäude, Fleischmarkt 19).
Další investice se týkaly elektrizace západní železniční dráhy (Westbahn) na úseku trati Solnohrad-Linec, přičemž 15 milionů šilinků mělo plynout z výnosu půjčky, zbytek 55 milionů z vlastních úvěrů spolkových drah, 4 miliony šilinků na nákup nových motorových vozů a 5 milionů šilinků na stavební práce na trati. Dále vláda počítala, že 10 milionů šilinků z výnosu půjčky připadne spolkovým zemím a Vídni k opatření pracovních míst a zbytek půjčky ve výši 2 milionů šilinků využije k různým objednávkám. Vedle těchto investic vláda plánovala akci k povznesení stavebního ruchu, kdy hodlala podpořit až do výše 30 procent stavební náklady na stavby drobných bytů. Za tímto účelem vydalo město Vídeň na konci roku 1937 zákon o podpoře výstavby malých rodinných bytů a domků (Kleinwohnungshausförderungsgesetz, „KlWFG”) a vláda 25. února 1938 spolkový zákon o podpoře výstavby obytných domů (Bundesgesetz über die Förderung der Errichtung von Wohnhäusern, BGBl. Nr. 49/1938). Státní investiční půjčka byla splatná do 30 let. Za účelem jejího zúročení a umořování se vláda rozhodla zvýšit některé kolkovní a právní poplatky, dále pak vývozní clo.

### Dokončení výstavby zemědělského profesního stavu
„Agrární kurz” se stal ústředním tématem rakouské hospodářské politiky už v roce 1931, kdy Engelbert Dollfuss zastával post ministra zemědělství. Ústavou z roku 1934 byly položeny základy nového stavovského zřízení a profesní zemědělský stav v něm zaujímal vedoucí postavení. Po třech letech příprav vydala spolková vláda 13. června 1935 rámcový zákon pro zřízení profesního stavu „Zemědělství a Lesnictví” (Bundesgesetz über die Einrichtung des Berufstandes Land- und Forstwirtschaft vom 13.07.1935, BGBl. Nr. 304/1935) a konečně 25. února 1937 byl ustaven ústřední orgán „Říšská selská rada” (Konstituierung des österreichischen Reichsbauernrates) v čele s prezidentem Josefem Reitherem, který byl zároveň říšským selským vůdcem a říšským předsedou Selského svazu. Předsednictvo dále sestávalo ze zástupců předsedy: 1. zemští selští vůdci ze zemských Selských svazů (Reichsbauernbund, 9 Landesbauernbünde), 2. prezidenti „Selských komor” (Landwirtschaftskammer) a 3. členů zastupujících pracující (Arbeitnehmer).
O zemědělském zaměření státu vypovídalo i rozdělení půdy: z celkového území 8,3 mil. ha zabírala pole 1,98 mil. ha (23,7%), louky 931,000 ha (11,1%), pastviny a Alpy 1,3 mil. ha (15,8%) a lesy 3,4 mil. ha (37% veškeré půdy). Vlastní zemědělská půda zabírala 4,4 mil. ha (52,1%). Neproduktivní půda se udávala jako 10,45% z rakouského území. V roce 1937 pracovalo z celkového počtu 6,8 mil. přes 1,4 mil. osob v zemědělství; z těch pak 308 831 jako samostatní rolníci. Se zemědělskou výrobou souvisela nejméně jedna třetina veškeré populace.
Nejnižší ceny drobného pečiva. Společenstvo vídeňských pekařů konalo včera mimořádnou valnou hromadu, na které stanoveny nejnižší ceny drobného pečivá a chleba. Nejnižší cena drobného pečivá, lhostejno z jakého těsta, vyrobeného ručně nebo strojem, má obnášeti 7 grošů za kus. Hladké housky (Schusterlaberln) 6 grošů. Pro normální chleba platí cena, stanovená cenovým komisařem spolkového kancléřství. Schůze se též usnesla na opatřeních proti nekalé soutěži.
Vídeňské noviny, ve Vídni 3. ledna 1935, s. 4
Další snižováni cen chleba. Sděluje se úředně, že korutanský zemský hejtman prosadil v dohodě s cechem pekařských mistrů snížení ceny normálního bochníku chleba o 4,2 groše zvýšením váhy vypečeného chleba. Váha normálního bochníku chleba, prodávaného za 80 grošů, byla zvýšena ze 1 200 na 1 250 gramů. Mimo to byl v Korutanech zaveden «lidový chléb» bochník za 80 grošů. Tento bochník lidového chleba jest lacinější oproti bochníku normálního chleba o 16,65 grošů. Ve Štýrsku byl zaveden lidový chléb po 48 groších za kilogram. Mimo to byla snížena cena bochníku normálního chleba o 10 grošů, ale jen pro nemajetné. Toto snížení platí do konce května. — Dále byla snížena cena chleba v Lubnu a ve Svatém Hypolitu. Zde byla snížena cena bochníku chleba o 18 procent.
Vídeňské noviny, ve Vídni 3. března 1936, s. 4
Podle úředních odhadů z roku 1937 stoupla zemědělská produkce v mléce asi o 335 mil. šilinků, v bramborářství o 220 mil. šilinků, ve výrobě cukru o 66 mil. šilinků. Ministerstvo zemědělství ve Vídni udávalo, že 78% veškerých potravin hradila domácí výroba a asi 22% ostatních plodin se dováželo ze zahraničí. Důraz se kladl na soběstačnost a zvýšení domácí produkce bramborů, másla, masa a ovoce. Plochy oseté cukrovkou zabíraly v Rakousku před válkou v roce 1913 sotva 25 tisíc ha, v roce 1919 5 400 ha a v roce 1934 na 50 tisíc ha. Výroba cukru nejen že byla schopná pokrýt domácí spotřebu, ale Rakousko se stalo v cukru též exportní zemí. Osevní výměra brambor činila kolem 200 tisíc ha a přinášela značné přebytky. Obilniny se dovážely z Maďarska a Polska, z Jugoslávie dobytek. Rakousko se snažilo v některých plodinách o plnou soběstačnost. Ve 30. letech nebyl problém ani tak v produkci jako v nízké konzumaci a podvýživě. V roce 1934 se měla průměrná spotřeba v dělnickém prostředí pohybovat od 3 000 kalorií na osobu za den, skutečnost však ukazovala, že u nezaměstnaných činila denní spotřeba kolem 2 496 kalorií na osobu. V roce 1937 se zemědělský výnos přepočtený na kalorie pohyboval v hodnotách: průměrná denní spotřeba 2,664 kalorií na osobu za den, průměrná roční spotřeba 972 397 kalorií.
Cena mléka ve Vídni. Vídeňští maloobchodníci sdělují ku snížení ceny mléka, že jednotná maximální cena pro prodej v drobném byla stanovena na 45 grošů za litr mléka otevřeného a 54 grošů za litr mléka láhvového.
Vídeňské noviny, ve Vídni 5. ledna 1937, s. 4
Citelný vzestup cen. Zatím co se vláda snaží, pokud má vliv, přivoditi snížení cen, zaznamenává se v poslední době — jak píše Wiener Zeitung — zvláště od vánoc u různých druhů živobytí zvýšení cen, které se projevilo citelně hlavně v drobném obchodě. Margarin se zdražil asi o 16 grošů na kilogramu, káva stoupla o 3 až 5 grošů, oleje nejméně o 16 grošů, rýže o 2 až 3 groše; cena mouky stoupla o 1,5 až 2 groše, fazole o 3 až 4 groše.
Vídeňské noviny, ve Vídni 20. ledna 1937, s. 3
Vláda plánovala rozsáhlé meliorace půdy (nejméně půl milionu ha vodních toků, bažin, cest) a nové parcelace. Bylo zavedeno povinné krupobitní pojištění, rozšiřovalo se průmyslové zpracování některých plodin k výrobě těsta, škrobu, konzerv, celulózy atd. Byla vydána nová opatření na úlevu daňových břemen a pracovalo se na programu pro oddlužení zemědělských usedlostí; odhadem vázlo na usedlostech minimálně 500 mil. šilinků v hypotekárních pohledávkách, z čehož bylo asi 150 mil. šilinků na daních. Reforma se měla týkat hlavně malých a středních usedlostí.
Velmi mnoho sezónních zemědělských dělníků přicházelo do Rakouska ze Slovenska. Nejvyšší počet byl zaznamenán v roce 1931, kdy v zemědělství pracovalo kolem 17 000 slovenských sezónních dělníků. Z důvodů značné nezaměstnanosti, která se projevila též na zemědělském venkově, klesl počet sezónních zemědělských dělníků v roce 1937 na 4 500. V prosinci 1937 byla mezi Rakouskem a Československem uzavřena pracovní smlouva pro československé zemědělské sezónní dělnictvo pro rok 1938. Smlouva upravovala práva a povinnosti, plynoucí z pracovního poměru pro zemědělské dělníky, kteří byli zjednáni na základě resortní dohody, uzavřené mezi Rakouskem a Československem dne 24. června 1925. Smlouva obsahovala vedle všeobecných povinností zaměstnanců, povinnosti vůdce skupiny, výlohy s dopravou dělnictva, pracovní dobu a odpočinek, mzdu peněžní a v naturáliích (zemědělských produktech), ustanovení o bytu, o mimořádné peněžní odměně (remuneraci), kauci, sociálním pojištění, dovolené a také práva, která mohl zaměstnanec uplatňovat před rozhodčím mzdovým řízením. I když počet přicházejících dělníků klesl, přesto měla smlouva značný význam, jelikož mohla zajistit tisícům čsl. dělníků o něco lepší mzdové podmínky (zejména při žatvě) a naturální požitky (např. zvýšený příděl mléka pro kuchyně jednotlivých dělnických skupin), v době nemoci podléhali rakouskému sociálnímu pojištění (právo na ubytování a plné zaopatření) a úrazovému pojištění (dvě třetiny platil zaměstnavatel).

### Návštěva Konstantina von Neuratha
Delegace Konstantina von Neuratha dorazila do Vídně berlínským rychlíkem na Západní nádraží ráno 22. února 1937 (9.15 hod.) Říšského ministra doprovázeli: jeho choť, správce tiskového oddělení v německém zahraničním úřadě vyslanec Gottfried Aschmann, tajný rada von Kotze, vyslanecký rada von Altenburg, legační rada Hans-Ulrich von Marchtaler a rakouský vyslanec v Berlíně Stephan Tauschitz. Celé okolí nádraží bylo uzavřeno, teprve navazující třída Mariahilfer Straße byla až k Hotelu Imperial, kde byl Neurath ubytován, vroubena špalíry vítajícího obyvatelstva. Hned první den návštěvy využili národní socialisté k mohutným demonstracím.
První den pobytu říšského ministra zahraničí von Neuratha byl vyplněn zdvořilostními návštěvami a recepcemi, přičemž mu státní tajemník Schmidt předal vyznamenání rakouského záslužného kříže první třídy. Jednání Schuschnigga a Neuratha navazovala na úmluvy z 11. července 1936, hospodářské smlouvy o cestovním ruchu a výměně zboží z 27. ledna 1937. Debaty se točily kolem kulturně-politických otázek a ustanovení výboru pro kulturní otázky mezi Rakouskem a Německem, jehož vytvoření bylo dohodnuto již v červenci v Berlíně, dále se probíraly otázky zahraniční politiky a situace ve střední Evropě (Pakt čtyř/ Viererpakt).
Po blamáži s demonstracemi národních socialistů z 22. února uspořádala Vlastenecká fronta na druhý den 23. února ve Vnitřním městě velký projev spolkového kancléře Schuschnigga, na který se sjížděli vídeňští členové přímo z továren, vlaky a autobusy přivážely tisíce příslušníků VF z Dolních Rakous. Oddíly VF defilovaly před budovou generálního sekretariátu, na určených stanovištích a část pak po Mariahilfer Straße až k Západnímu nádraží, kam v nočních hodinách dorazila německá delegace k odjezdu vlaku o 23. hodině večerní. Říšský ministr Neurath odjel z Vídně přímo do Bechtesgadenu, kam mezitím dorazil také říšský kancléř Hitler.
Berlínské listy se již výsledkem porad nezabývají. Zpráva Reuterovy kanceláře o nabídce paktu čtyř, která prý byla ve Vídni učiněna, byla asi vypuštěna z německé strany. Ranní listy se ještě obšírně zabývaly vídeňskými demonstracemi, ovšem v tom smyslu, že nadšení vídeňského obyvatelstva a projevy radosti pro Neuratha byly „mylně” považovány za rušení klidu. Berliner Börsenzeitung míní, že projevy pro Neuratha byly „příliš srdečné”. Völkischer Beobachter vysvětluje vídeňské demonstrace provokacemi.
Vídeňské noviny, ve Vídni 25. února 1937, s. 2

### Podpora hospodářství skrze pobídky v cestovním ruchu
Po vyhlášení „1000-Mark-Sperre” byla v roce 1933 zřízena „Reklamní služba Státního sekretariátu cestovního ruchu“ (Werbedienst des Staatssekretariats für Fremdenverkehr), která byla o rok později sloučena do „Rakouské cestovní kanceláře” (Österreichische Verkehrsbüro); mimo jiného měla na starost vydávání propagačních brožur a filmů, pro zahraniční novináře organizovala tiskové zájezdy po Rakousku a byla zastoupena na mezinárodních výstavách (Světové výstavě v Bruselu 1935 a Paříži 1937).
Vídeňská filmová společnost »Selenophon« natočila za podpory ministerstva vyučování krátký, čtrnáctiminutový film s titulem »Wiener-Walzer«. Film je v prvé řadě určen pro výstavní rakouský pavilon na světové výstavě v Paříži. Autorkou scénáře je slavná tanečnice Grete Wiesenthal, hlavními herci autorka scénáře a tanečník a baletní mistr Státní opery vídeňské, Toni Birkmeyer. Celý film je od začátku do konce protančen a skýtá ve třech dílech jakési dějiny valčíku.
Venkov, orgán České strany agrární, 25.07.1937
Dne 1. března 1937 byl Ferdinand Erb-Rudtorffer jmenován prezidentem kanceláře pro agitační službu při spolkovém ministerstvu pro obchod a dopravu (Präsident der Österreichischen Verkehrswerbung, Werbedienst des Bundesministeriums für Handel und Verkehr) a 24. března vyhlásil nová opatření, která měla vést k povznesení cizineckého ruchu: prodloužení hlavní turistické sezóny v rakouských letoviscích o tzv. předběžnou a dodatečnou sezónu (začátek školních prázdnin posunut na 3. července), zavedení levných zvláštních paušálních pobytů v méně navštěvovaných letoviscích (do ceny týdenního pobytu zahrnuto cestovné, výlety a sportovní využití) ve spolupráci s Rakouskou dopravní kanceláří a v součinnosti se spolkovými dráhami zavedení levnější paušální jízdy vlakem a další úlevy na jízdném.
Zvláštní agitace pro cizinecký ruch má býti provedena u příležitosti korunovace anglických královských manželů a světové výstavy v Paříži. Američtí turisté mají býti získáni, aby navštívili také Rakousko. V Novém Yorku je již několik měsíců s velkým úspěchem a za vyprodaných domů dávána revue U bílého koníčka a návštěvníci divadel jsou podělováni prospekty, jimiž jsou upozorňováni na Rakousko a jeho přírodní krásy. V zámořských státech je vůbec čilá agitace pro cizinecký ruch. Letošní sezóna vykazuje vzestup cizineckého ruchu. V prosinci o 1,9 procenta, v lednu o 10,3 procenta a dle prozatímních odhadů v únoru o 5,5 procenta. Celkově lze označiti sezónu znovu za příznivou.
Vídeňské noviny, ve Vídni 24. března 1937, s. 3
Slevy na jízdném pro tuzemské obyvatelstvo zavedly spolkové dráhy od 22. května a týkaly se všeobecného snížení jízdného při jízdách do 50 kilometrů ve formě zlevněné zpáteční jízdy o 50 procent, přičemž jízdenky pro všechny třídy osobních, spěšných vlaků i rychlíků platily tři dny. Dosavadní nedělní a sváteční jízdenky (zlevněné nad 170 kilometrů) byly nově o 50 procent levnější při jízdě zpět pro všechny vzdálenosti. Pobídka se týkala také prodloužení platnosti zlevněného jízdného: jízdenky platily pro jízdu tam již od soboty a bylo je možné použít až do pondělí, při nedělních zpátečních jízdenkách do 170 km byla platnost rozšířena od pátku do pondělí. V dálkových vlacích přibyly skládací hrací stolky, společenské vozy s radiovými přijímači, bufetové vozy s jídelnou a malým barem, pro školní výlety měly být zavedeny zvláštní vlakové soupravy s radiovým tlampačem pro krátké přednášky a oddělením pro nemocné s lékárničkou a do obyčejných zařazeny sportovní lůžkové vozy, kterými dosud disponovaly jen zvláštní vlaky.
Od 1. dubna do 31. prosince 1937 platily také slevy pro cizince. Podmínkou pro slevu byl minimálně sedmidenní pobyt v rakouské zotavovně nebo v lázních. Pro cizince a Rakušany, žijící v cizině, poskytovaly spolkové dráhy slevy na zaplacené kilometry: 40 procent slevy na zpátečním jízdném při zaplacené přijíždějící délce trati od 46 kilometrů, 60 procent slevy od 91 kilometrů a 80 procent od 141 kilometrů. Pokud cestující využil stejnou trasu tam a zpět činila sleva bez ohledu na počet zaplacených kilometrů 80 procent.
Vídeňské slavnostní týdny. V době od 6. do 20. června 1937 budou ve Vídni letos po jedenácté uspořádány slavnostní týdny. Ve včerejší tiskové konferenci pojednali o programu slavnostních týdnů místostarosta dr. Kresse a předseda spolku vídeňských slavnostních týdnů komerční rada inž. Scheiflinger... Ve všech zahraničních a rakouských cestovních kancelářích budou vydávány průkazenky, které opravňují k cestování do Rakouska bez visa a po pětidenním pobytu ve Vídni k sníženému jízdnému o 40-80 procent k výletům drahou, lodí atd. Totéž platí pro snížení okružní jízdy, pro divadla, koncerty a jiné podniky slavnostních týdnů.
Vídeňské noviny, ve Vídni 14. dubna 1937, s. 3

### Demonstrace a atentáty národních socialistů
Dodatková „džentlmenská dohoda” mezi Rakouskem a Německem připravila rakouským národním socialistům k jejich další infiltraci širší pole působnosti. K první větší demonstraci národních socialistů došlo krátce po vyhlášení amnestie 29. července 1936 při olympijském pochodňovém běhu Vídní na Okružní třídě a před slavnostní tribunou na Náměstí Hrdinů (Heldenplatz). Jako odpověď na hakenkreuzlerské demonstrace byl v pátek 31. července 1936 večer před budovou Vlastenecké fronty Am Hof uspořádán manifestační projev, na kterém promluvil státní sekretář Guido Zernatto:
Vlastenecká fronta přijala odpovědnost za provedení Dollfussova programu a nedá se při tom nikým rušit. Vlastenecká fronta přešla k ofensivě a jestliže hrstky hakenkreuzlerů myslí, že se mohou pokusit o protiofensivu, pak pravím na jejich adresu, že je poženeme ke všem čertům. Rakousko-německá úmluva z 11. července říká jasně, že hakenkreuzlerství v Rakousku jest čistě vnitřní rakouskou otázkou a my si ji také vyřešíme. Nepovolíme ani o milimetr. Mýlí se, kdož si myslí, že rakouská vláda se odchýlí od svého kursu. Mýlí se a pocítí naši tvrdou pěst. Kdo není s námi, je proti nám. Ve středu jsme nabyli jistých zkušeností. A víme, že tu a tam v podnicích a úřadech jsou dosud živly, jež nutno označit za nepřátele státu. Přikročíme k čištění těchto hnízd. Vůdce fronty mne pověřil prohlásit, že osobně se postaví za každého, kdo se pro vlasteneckou frontu exponuje. Dodávám k tomu: Každý, kdo pracuje pro frontu, bude frontou chráněn. Půjdeme dále svojí cestou, zlomíme odpor všech odpůrců a zvítězíme!
Vídeňské noviny, ve Vídni 3. srpna 1936, s. 2
K dalším větším demonstracím rakouských národních socialistů došlo po uvolnění cestovního ruchu mezi Rakouskem a Německem, přičemž bylo oznámeno, že demonstrace takového druhu budou bezpečnostními orgány přísně trestány.
Už 17. ledna 1936 se ve Štýrském Hradci pokoušel Rudolf Hirth založit nacionální spolek „Ostmärkischer Volksverein”, který spolkové kancléřství na základě zákona o spolcích z roku 1867 (Vereinsgesetz) výnosem 8. února 1936 zakázalo. Proti zákazu podal Hirth stížnost u spolkového soudu a ten výnos VF-generálního ředitelství pro bezpečnost rozhodnutím z 16. června 1936 zrušil. Na základě tohoto rozhodnutí mohl spolek zahájiti svou činnost (ve zdravém deutschvölkisch duchu) a 14. ledna 1937 se ve Štýrském Hradci konala jeho ustavující valná hromada. Některé říšskoněmecké listy založení spolku uvítaly a naznačily, že spolek v Rakousku hodlá zřídit na 900 místních skupin.
Další záminku k větším demonstracím poskytla národním socialistů návštěva říšského ministra zahraničí ve Vídni Konstantina von Neuratha ve dnech 22.-23. února 1937. Demonstrace započaly v ranních hodinách ještě před příjezdem německé delegace na Mariahilfer Straße a během dne se rozšířily i po dalších místech ve Vnitřním městě; mládež vykřikovala národně-socialistická hesla a písně a na povel vytáhla po kapsách poschovávané praporky s hákovým křížem. K provokacím docházelo nejen na náměstí Am Hof, Grabenu a před univerzitou, policie musela zasahovat po celé Okružní třídě a před radnicí. K největšímu náporu došlo před Hotelem Imperial, kde byl Konstantin von Neurath s manželkou ubytován. Zde také došlo k prvním střetům se členy VF. Na křižovatce u Mariahilfer Straße/Neubaugasse se národním socialistům podařilo policejní kordon prolomit. K dalším srážkám pak došlo večer, kdy členové VF uspořádali protidemonstrace.
V květnu 1937 se podařilo na hranici při cestě do Německa zadržet jednoho člena národních socialistů s poznámkami k provedeným demonstračním akcím, podle nichž policie vypátrala další šest pachatelů. Všichni byli předáni k soudu za zločin proti zákonu na ochranu státu:
Na základě těchto poznámek lze vysvětliti téměř všechny atentáty smrdutými a slzotvornými pumami, které byly loni provedeny při různých representačních a jiných slavnostních příležitostech. Tyto útoky vycházely od jedné nacionálně-socialistické propagandistické a teroristické skupiny, která se za tímto účelem zvlášť utvořila a sestávala ponejvíce z příslušníků S.S. a S.A. Z podrobných poznámek například vyplývá, že náklady na takový atentát při operním plesu 1936 činily 150 šilinků, při čemž není zahrnuta cena vstupenek, ani poplatek za vypůjčení fraků a jiné výlohy.
Vídenské noviny, ve Vídni 20. května 1937, s. 2
V neděli 23. května 1937 se konalo utkání v házené Rakousko-Německo a přítomnost říšskoněmeckých hráčů ve Vídni se stala další záminkou k demonstracím, „jakých stadion v Prátru dosud neviděl”. Ovace říšskoněmeckým hostům se nakonec zvrhly na nacionálně-socialistickou manifestaci a několik desítek demonstrantů bylo zatčeno. Útočné články vydal po demonstraci i říšskoněmecký tisk, což rakouský vetoval vyjádřením, že se zřetelem na tón této polemiky na ni nebude odpovídat. Vrchní vedení rakouské sportovní a tělocvičné fronty s přihlédnutím k událostem při zápase v neděli 23. května a k výrokům vůdce německého mužstva Hermanna v německém rozhlase zareagovalo odvoláním povolení k zápasu házené v neděli 27. května mezi německým a štýrským mužstvem ve Štýrském Hradci.
Dne 9. září 1936 byly na trati Jižní dráhy (Südbahn) a na Západním nádraží (Westbahn) spáchány atentáty zápalnými pumami. Ve spojení s těmito atentáty se policejnímu ředitelství ve Vídni podařilo vypátrat S.S.-standartu 9 v Dolních Rakousích, na kterou policie přišla při zatčení Fritze Woitscheho. Woitsche, vyobcovaný rakouský státní příslušník, přicestoval z Chile s cestovním pasem na jméno „Karl Janhuba” a od tamního nacistického rakouského sdružení („Kampfring der Deutschösterreicher”) obdržel peníze na založení teroristické skupiny a atentáty. Jeho úkolem bylo připravit atentát na spolkového kancléře Schuschnigga a letecký pumový útok na úřad spolkového kancléřství. Společně s ním byli zatčeni jeho společníci cukrářský pomocník Anton Haslinger a student Max Holler. Před soudem stanuli 22. června.
Zatčení Woitscheho spustilo obrovskou vlnu zatýkání, policie zasahovala hlavně ve Vídni a Dolních Rakousích, ale také v Korutanech, Salcbursku, Štýrsku a Tyrolích. Postižena byla především politická organizace, SS a Hitlerjugend. Někteří členové S.S.-standarty 9, kteří působili v jižních Rakousích při pomezí Jižní dráhy, uprchli do Německa (též vůdce Karl Taus), ostatních 31 se odpovídalo 18. a 19. června před soudem za zločiny podle zákona na ochranu státu (Bundesgesetz zum Schutz des Staates, též Staatsschutzgesetz). Obžalovaní (např. Reinhold Baumgartner, Heinrich Riegler, Johann Haun, Michael Stenzenberger, Viktor Holzer, Johann Hofer, Franz Moser, Johan Walter Fournier), kteří většinou své činy doznali, byli odsouzeni: sedm hlavních obžalovaných bylo odsouzeno do těžkého žaláře od 4½ do 7 měsíců, ostatních 24 obdrželi žalář nebo vězení od 2½ do 3 měsíců.
Dne 18. srpna 1937 vyšel nový zákon na ochranu státu pod názvem Spolkový zákon na ochranu veřejného klidu, pořádku a bezpečnosti (Bundesgesetz zum Schutze der öffentlichen Ruhe, Ordnung und Sicherheit, tzv. Ordnungsschutzgesetz). Do zákona byla zařazena ustanovení o ochraně veřejné bezpečnosti a obnovena normální instanční cesta pro stíhání politických přečinů. Internační tábory zůstaly v platnosti. Současně se sloučením státních ochranných zákonů měl být novelizován i rakouský zákon spolčovací, podle kterého by zakládání spolku bylo vázáno na koncesi. Stát si od reformy sliboval lepší dohled nad spolkovým životem a možnost zákazu založení neúčelných a nebezpečí zvyšujících spolků. V souvislosti s distribucí orgánu NSDAP v Rakousku „Österreichische Beobachter” se policii podařilo zatknout členy S.S.-standarty 9 ve Vídni (Alfred Mesirek, Lambert Stumfohl, Robert Herrmann, Friedrich Eberle, Karl Pölleritzer a Karl Müller). Přípravu nového soudního procesu však zastavila amnestie 17. února 1938.

## Vnitropolitické události od ledna 1938

### Ani připojení, ani restaurace
Londýnský konservativní list „The Daily Telegraph and Morning Post” přinesl na začátku ledna 1938 obsah rozhovoru, který mu poskytl spolkový kancléř dr. Schuschnigg. Hned v úvodu kancléř potvrdil zachování status quo a doplnil, že každá změna by mohla být jen k horšímu. Další zajištění života rakouského národa a jeho obecného blaha viděl v rámci stávajícího státu. Také přiznal velké sympatie k Mussolinimu, který se podle jeho slov nikdy nevměšoval do rakouských zahraničních nebo vnitřních věcí. Schuschnigg dále uvedl, že je přesvědčeným monarchistou, ale zároveň dodal, že povolání Otty von Habsburg by vedlo k vážným obtížím nejen se státy Malé dohody a s Německem, nýbrž by bylo záminkou k všeobecné konflagraci v Evropě. Podle Schuschnigga by nesměla otázka Habsburků ohrožovat rekonstrukci střední Evropy. V závěru uvedl, že Rakousko si je své vázanosti na Německo vědomo a že bude i nadále prokazovat německému národu jako celku velkou službu, nikoli ale cestou připojení, nýbrž jako samostatný stát.

### Rekonstrukce 4. Schuschniggovy vlády 1938
Sobotní schůzka z 12. února 1938 rakouského spolkového kancléře Schuschnigga s Adolfem Hitlerem na Obersalzbergu („Diktat von Berchtesgaden”) vzbudila pozornost doma i ve světě. Nicméně až do úterního večera 15. února (přesně po vypršení Schuschniggem vyžádané lhůty), kdy byla rakouským a německým rozhlasem přečtena identická prohlášení o okamžitém provedení opatření, se objevovala jen nic neříkající vyjádření a dohady. Ve středu ráno začal tisk obyvatelstvu po kapkách zveřejňovat Hitlerův diktát. Dne 16. února 1938 vyšla na titulních stranách rakouského tisku úřední zpráva o rekonstrukci vlády s komentářem spolkového komisaře plukovníka Waltra Adama. Podstatnou změnou bylo přizvání Arthura Seyß-Inquarta, Hitlerova trojského koně, do vlády.
- Spolkový kancléř: dr. Kurt Schuschnigg;
- Spolkový kancléř pověřen vedením ministerstva národní obrany, k ruce státní sekretář zemské obrany generál Wilhelm Zehner;
- Vicekancléř: polní podmaršálek m. s. Ludwig Hülgerth;
- Ministr zahraničí: dr. Guido Schmidt;
- Ministr financí: dr. Rudolf Neumayer;
- Ministr obchodu: ing. Julius Raab; státní sekretář pro otázky průmyslu plukovník v záloze Ludwig Stepski-Doliwa;
- Ministr sociální správy: dr. Josef Resch; státní sekretář pro ochranu dělníků a zaměstnanců Adolf Watzek;
- Ministr vnitra a bezpečnosti: dr. Arthur Seyss-Inquart (dodatečně přiděleny věci veřejné bezpečnosti a jisté oblasti vnitřní správy); dodatečně přidělen jako protiváha státní sekretář vídeňský policejní prezident Michael Skubl;
- Ministr zemědělství: Peter Mandorfer; státní sekretář pro lesní hospodářství Franz Matschnig (jmenován dodatečně);
- Ministr spravedlnosti: dr. Ludwig Adamovich;
- Ministři bez portefeje: Guido Zernatto (dodatečně přiděleny věci Vlastenecké fronty), Edmund Glaise-Horstenau (dodatečně přiděleny záležitosti vnitřní správy), Hans Rott (dodatečně též zastupování zaneprázdněného ministra soc. správy); státní sekretář bezpečnosti Michael Skubl.[92]

### Amnestie národních socialistů
Ve stejný den 16. března prošla tiskem i zpráva o usnesení ministerské rady o vydání amnestie (Entschließung des Bundespräsidenten vom 16. Februar 1938 über eine Amnestie wegen politischer Delikte), které bylo spolkovému prezidentu Wilhelmu Miklasovi předloženo ke schválení. Amnestie se vztahovala na všechny politické trestné činy spáchané před 15. únorem 1938, pokud pachatelé již neuprchli do ciziny. Bylo-li již trestní řízení proti dotyčným provinilcům zahájeno, mělo být zastaveno a zbytek trestu podmínečně prominut do 31. prosince 1941. Příslušní resortní ministři měli urychleně vypracovat taková opatření, která by zajistila pozbytí trestů nejen za politické delikty, ale též trestů ve věcech pensijních, důchodových, podpory a ve věcech školských. Znovuzařazení amnestovaných do aktivní služby nemělo však připadat v úvahu. Mezi amnestovanými se nacházeli také pučisté Anton Rintelen a inženýr Fritz Woitsche.
Spolková vláda učinila tato opatření v duchu smířlivosti, aby umožnila všem státním občanům, kteří stáli dosud stranou, cestu k spolupráci na vybudování vlasti a tím zabezpečila vnitřní i vnější mír země.
Vídeňské noviny: ve Vídni, středa 16. března, 1938

### Změny ve vedení Vlastenecké fronty
Ve čtvrtek 17. března oznámil tiskový odbor Vlastenecké fronty provedené změny ve vedení úřadu: náměstkem vůdce fronty byl jmenován ministr Guido Zernatto (dosavadní náměstek vůdce Eduard Baar-Baarenfels na vlastní žádost z úřadu odešel), který si ponechal i funkci generálního sekretáře; vůdcem služební skupiny „organizace” byl jmenován zástupce gen. sekretáře ing. Dvorschak; vůdcem „sociálního pracovního společenství” (SAG) byl jmenován ministr Rott (za Grossauera); vůdcem „lidově-politického referátu” byl jmenován ministr člen NSDAP Artur Seyss-Inquart (dr. Pembauer přeložen do vedení správní agendy); náměstkem vůdce díla „Neues Leben” byl jmenován dr. Alfons Übelhör (Katholische akademische Verbindung Norica). Vůdcem VF zůstal kancléř Schuschnigg. V pondělí 21. února bylo rakouskému publiku oznámeno umožnění vstupu rakouských národních socialistů do Vlastenecké fronty a do všech rakouských organizací. Po 24. únoru 1938 Schuschnigg provedl ještě změny ve spolkových zemích u zemských vůdců VF:
- Dolní Rakousy: zemským vůdcem jmenován dolnorakouský zemský hejtman Josef Reither (Christlichsoziale Partei, Vaterländische Front, ÖVP)
- Salcbursko: zemským vůdcem jmenován solnohradský hejtman dr. Josef Rehrl (Christlichsoziale Partei, Vaterländische Front, ÖVP)
- Tyrolsko: zemským vůdcem jmenován tyrolský zemský hejtman dr. Josef Schumacher
- Vorarlbersko: čestným zemským vůdcem jmenován vorarlberský zemský hejtman ing. Ernst Winsauer (Christlichsoziale Partei)
- Štýrsko: agendu zemského vedení VF ve Štýrsku převzal zástupce frontovního vůdce ministr Guido Zernatto, který pověřil správou zástupce gen. sekretáře VF státního radu ing. Dworschaka

Dosavadní zemský vůdce v Dolním Rakousku prezident Eichinger byl jmenován předsedou poradního sboru v zemském vedení pro Tyroly. Dosavadní zemský vůdce ve Štýrsku dr. Alfons Gorbach byl dán k dispozici úřadu frontovního vůdce. Dr. Hugo Jury (NSDAP) byl v úřadě frontovního vůdce jmenován náměstkem vůdce „lidově politického referátu”.
Na březen Vlastenecká fronta naplánovala kampaň pod heslem „Se Schuschniggem za Rakousko”, kdy se měly po celé zemi po dobu tří týdnů konat ve všech obcích schůze s řečníky z VF, vystoupit hodlali i zástupci stavů a na venkově funkcionáři „Selského svazu” (Bauerbund).

### „Až do smrti červeno-bílo-červená! Rakousko!”
Na Hitlerovu tříhodinovou řeč před Říšským sněmem z 20. února 1938 odpověděl Schuschnigg řečí před rakouským Spolkovým sněmem. V úterý 22. února 1938 avizovala tisková kancelář Vlastenecké fronty na čtvrtek 24. února 1938 přímé rozhlasové vysílání jeho projevu o 7. hodině večerní. Sněmovnímu sálu vévodila přes celou šíři napjatá červeno-bílo-červená vlajka, na ní dvojhlavý orel a stavovský kříž (Kruckenkreuz). Schuschnigg zahájil řeč slovy: „Prvním a jediným bodem programu bez jakékoliv eventuality a rozpravy je: Rakousko!”, za což sklidil bouřlivý potlesk. Celý proslov se nesl na vlně patriotismu a proklamované suverenity Rakouska, který ukončil tak hlasitě jak jen mohl: „Až do smrti červeno-bílo-červená! Rakousko!”
Rakušané sledovali kancléřův projev ve zřízených posluchárnách, v hostincích, kavárnách, divadlech a kinech, ve Vídni na veřejných prostranstvích u pouličních tlampačů: X. okres - Antonsplatz; XII. okres - Weigl (Weigls Dreherpark); XIII. okres: Am Platz; XIV. a XV. okres - Meiselmarkt; XVI. okres: Richard-Wagner-Platz; XVII. okres - Bartholomäusplatz; XX. okres - Brigittaplatz; XXI. okres - Schlingerhof a ve Štadlavě (Stadlau) na Genochplatze (Hirschstetten). Na všech těchto místech probíhaly před projevem také koncerty. Aby bylo významu této události učiněno zadost, měly být domy v celém Rakousku ve čtvrtek od rána do večera ozdobeny rakouskými prapory. Schuschniggův projev přenášely německé, československé, maďarské, italské, anglické, švýcarské a také americké rozhlasové stanice. Samotné schůze Spolkového sněmu se účastnili zpravodajové všech velkých zahraničních listů a pozvány byly též diplomatické špičky z Vídně.
Zároveň bylo obyvatelstvu oznámeno, že za účelem klidného provádění opatření dohodnutých 12. února v Berchtesgaden, byl od 22. února 1938 vydán všeobecný zákaz schůzí a to na období čtyř týdnů. V této době byly zakázány veškeré schůze a veřejné projevy. Výjimku tvořily schůze pořádané Vlasteneckou frontou a její akce pod širým nebem nebo v uzavřené místnosti, podniky Vlastenecké fronty, povolené spolkovým kancléřem jako vůdcem fronty, dále shromáždění v uzavřené místnosti sloužící prokazatelně dobročinným účelům, přátelská setkání malého rozsahu, schůze stavovských korporací a veřejnoprávních zájmových zastupitelstev, jakož i schůze spolků (hospodářských, vědeckých, výchovných, uměleckých nebo sportovních) k projednání neodkladných spolkových otázek.

### Nový zákon o tisku
V pondělí 28. února zveřejnila spolková vláda v rámci mimořádných opatřeních nový zákon o tisku. Provedením zákona byl pověřen ministr bezpečnosti spolu s ministrem zahraničních věcí.
Ten, kdo vážně ohrozí obsahem nějaké tiskoviny vnitřní mír nebo mezistátní styky Rakouska s jiným státem, dopouští se správního přestupku a může být trestán — nehledě k případnému trestnímu stíhání — okresními správními úřady, v úředním obvodu spolkové policie, tedy touto instancí, pokutou až do 2000 šilinků nebo vězením až do tří měsíců. Je při tom naprosto lhostejno, dopustí-li se udaného deliktu úmyslně, nebo zaviní-li je hrubou nedbalostí. Příslušný úřad může také rozhodnouti, aby tiskopis, jímž byl delikt spáchán, byl zabaven, a to bez ohledu na to, komu patří jednotlivé exempláře zakázaného tiskopisu. Jestliže dojde k uvedenému deliktu v novinách a jestliže se opětuje přes vyslovené tresty, je možno edejmouti buď na čas nebo na trvalo právo k vydávání těchto novin.
Vídeňské noviny, ve Vídni v pondělí 28. února 1938, s. 3

### Hlasování lidu 13. března 1938
V rámci kampaně „Se Schuschniggem za Rakousko” vystoupil spolkový kancléř Schuschnigg ve středu 9. března na schůzi zástupců Vlastenecké fronty, deputacemi dělníků a sedláků v Innsbrucku, kde také ohlásil na neděli 13. března lidové hlasování. Projev byl pak večer přenášen z gramofonových desek rozhlasem. Ve čtvrtek 10. března přinesl tisk jeho úřední oznámení a provolání.

Lide rakouský!
Ponejprv v dějinách naši vlasti žádá vedení státu otevřené přiznáni k domovině.
Neděle 13. března 1938 je den hlasování lidu!
Vy všichni, ať přináležíte ke kterémukoli stavu či lidové vrstvě, muži a ženy ve svobodném Rakousku, jste voláni, abyste se před celým světem prohlásili; máte říci, chcete-li jíti cestou, kterou jdeme my, jež si vytkla za cíl sociální shodu a rovnoprávnost, definitivní překonání stranického roztříštění, německý mír uvnitř a navenek, politiku práce — jste-li ochotni jíti touto cestou s námi!
Heslo zní:
Za svobodné a německé, nezávislé a sociální, za křesťanské a jednotné Rakousko!
Za mír a práci a za rovnoprávnost všech, kdož se přiznávají k národu a vlasti.
To je cil mé politiky. Dosáhnouti tohoto cíle, je úkolem, který nám je dán a jenž je dějinným příkazem chvíle. Žádné slovo hesla, které vám je jako otázka položeno, nesmí chybět. Kdo odpoví slovem ano, slouží zájmu všech a především míru!
Proto, soukmenovci, ukažte, že to myslíte vážně s vůlí zahájit! v zájmu vlasti novou dobu; nechť uvidí svět naši vůli k životu: proto, lide rakouský, povstaň jako jeden muž a hlasuj slovem „Ano“!
Spolkový kancléř dr. Kurt Schuschnigg.
Vídeňské noviny, ve Vídni 10. března 1938

### Československá menšina ve Vídni
Postupné oklešťování veřejného života se dotklo také československé menšiny. Po porážce rakouských sociálních demokratů v občanské únorové válce 1934 byla rozpuštěna nejpočetnější Československá sociálně demokratická dělnická strana Rakouska (Tschechoslowakische sozialdemokratische Arbeiterpartei Österreichs) a na ní navázané spolky, dále pak tiskový orgán strany „Dělnické listy”. Mnozí sociální demokraté začali inklinovat více doleva. Ve čtvrtek 10. března 1938 vyzvala Československá menšinová rada všechny v ní sdružené složky, krajany, rakouské příslušníky, aby v neděli dne 13. března 1938 všichni do jednoho šli k urnám a odevzdali hlasovací lístek „Ano”.
Čechoslováci v Rakousku!

Od roku 1918 bylo naši zásadou, že menšina uhájí nejlépe svá kulturní a menšinová práva na půdě samostatného, nezávislého Rakouska! Byli jsme pro samostatné Rakousko i v dobách, kdy velká politická hnutí byla odchylného názoru. V neděli dne 13. března 1938 půjde veškeré občanstvo spolkového státu Rakouského k urnám, aby dalo hlasovacím lístkem najevo, že si přeje mír, práci, rovnoprávnost všech občanů, tedy i příslušníků národních menšin, že si přeje, aby Rakousko bylo svobodným, nezávislým, sociálním, německým, křesťanským státem. Toto přiznání se projeví lidovým hlasováním. Rakouští Čechoslováci, příslušníci menšiny, se všichni do jednoho účastní tohoto důležitého aktu a odevzdají hlasovací lístek JA.
Vídeňské noviny, ve Vídni 10. března 1938, s. 3

## Seyss-Inquartova vláda (11., 12., 13. března)
Schuschniggova řeč Hitlera sice rozzuřila, ale po vyhlášení referenda nastala nová situace. Hitler si povolal Goebbelse, aby s ním probral tento Schuschniggův „sprostý kousek”. Z několika možných variant se nakonec rozhodl pro vstup vojsk, který Goebbels podpořil propagandistickým a štvavým tiskem s letáky. V písemném ultimátu, které doručil do Vídně Odilo Globocnik, požadoval okamžité odvolání lidového hlasování, jinak že vojensky obsadí Rakousko, což ještě večer telefonicky zopakoval Hermann Göring. Schuschnigg referendum odvolal a ministr vnitra Arthur Seyss-Inquart o tom následně informoval Göringa.
Hitlerovi tento ústupek již nestačil a trval na rezignaci Schuschniggovy vlády a vytvoření nové národně socialistické s kancléřem Seyss-Inquartem, jehož prvním krokem mělo být požádání Německa o vojenskou pomoc (znění žádosti již obdržel telegraficky od Hitlera a Goebbelse). V důsledku tvrdých výhrůžek a ultimát kancléř Schuschnigg 11. března odstoupil. Ve večerním rozhlasovém vysílání (19:47 hod.) požádal o klid v zemi a řeč zakončil slovy: „Bůh ochraňuj Rakousko!” (Gott schütze Österreich!). Večerní vysílání odstartovalo po celé zemi pochody národních socialistů, jeden z nich mířil na Ballhausplatz. Ve spolkových zemích se národní socialisté zmocnili vlády a prohlásili dosavadní hejtmany za sesazené.
Spolkový prezident Wilhelm Miklas se ještě několik hodin marně snažil přesvědčit ostatní politiky, aby se některý z nich ujal vlády a ve 20:00 hod. Göringa telefonicky informoval o odstoupení kancléře Schuschnigga. Göring zuřil, proč ještě nebyl Seyss-Inquart jmenován kancléřem a oznámil, že vydal rozkaz k vojenské invazi. Na základě falešné zprávy o překročení rakouských hranic německými vojsky jmenoval prezident Miklas ve 23:14 hod. Arthura Seyß-Inquarta novým rakouským kancléřem. Dne 12. března v 1:30 hod. ráno přečetl státní rada Hugo Jury z balkónu spolkového kancléřství seznam nové vlády.
- Spolkový kancléř: Dr. Artur Seyß-Inquart
- Vicekancléř: archivář generálního štábu Dr. Edmund Glaise-Horstenau
- Ministr zahraničí: dr. Wilhelm Wolf
- Ministr spravedlnosti: notář Dr. Franz Hueber
- Ministr školství: univ. prof. Dr. Oswald Menghin
- Ministr sociální správy: státní rada Dr. Hugo Jury
- Ministr financí: vrchní senátní rada Dr. Rudolf Neumacher
- Ministr zemědělství: Ing. Anton Reinthaler
- Ministr obchodu a dopravy: státní rada Dr. Hans Fischböck

Na návrh spolkového kancléře jmenoval prezident rozhodnutím ze dne 13. března 1938 zemského vůdce národně-socialistické strany v Rakousku majora mimo službu Huberta Klausnera spolkovým ministrem pro utváření politické vůle, dále skupinového vůdce SS dr. Ernsta Kaltenbrunnera, ministerského tajemníka dr. Friedricha Wimmera a vůdce národně-socialistického svazu vojínů plukovníka generálního štábu Maxmiliána Angelise státními sekretáři a státního sekretáře dr. Wimmera zástupcem spolkového kancléře v celém dosahu spolkového kancléřství, vyjma věcí zahraničních a bezpečnostních, státního sekretáře dra Kaltenbrunnera zástupcem spolkového kancléře pro bezpečnostní záležitosti a stát. sekretáře Angelise zástupcem spolkového kancléře jako spolkového ministra pro zemskou obranu ve věcech spolkového ministerstva pro zemskou obranu. Státní sekretář dr. Michael Skubl odstoupil ze své funkce státního sekretáře bezpečnosti.
Ve Vídni, 13. března.
Dnes byl oznámen ústavní spolkový zákon tohoto znění.
Spolkový ústavní zákon o znovusjednocení Rakouska s Německou říší.
Na podkladě článku 3., odstavec 2 spolkového ústavního zákona o mimořádných opatřeních v ústavní oblasti spolkového zákona 1. č. 255/1934 se spolková vláda usnesla:
Článek 1. Rakousko je zemí Německé říše.
Článek 2. V neděli 10. dubna 1938 bude provedeno svobodné a tajné lidové hlasováni německých mužů a žen ve stáří přes 20 let o znovuspojení s Německou říší.
Článek 3. Při lidovém hlasování rozhodne většina odevzdaných hlasů.
Článek 4. Nutné předpisy k provedení a doplnění tohoto spolkového ústavního zákona budou vydávány nařízením.
Článek 5.
1. Tento ústavní spolkový zákon nabývá platnosti dnem uveřejnění.
2. Provedením tohoto spolkového ústavního zákona je pověřena spolková vláda. Seyss-Inquart, Glaise-Horstenau, Wolf, Hueber, Menghin, Jury, Neumayer, Reinthaler, Fischböck.
Ústavní sjednání tohoto spolkového ústavního zákona se potvrzuje: Seyss-Inquart v. r.
Vídeňské noviny, ve Vídni 14. března 1938, s. 1
Spolkový prezident Wilhelm Miklas se na písemnou žádost spolkového kancléře Seyss-Inquarta ze dne 13. března vzdal své funkce, prezidentskou působnost přenesl Seyss-Inquart následně na sebe. Vůdce a nejvyšší velitel branné moci Adolf Hitler nařídil, aby na podkladě rakouského zákona o znovuspojení Rakouska s Německou říší se rakouská spolková armáda stala součástí německé branné moci pod vůdcovým velením. Velením německé branné moci uvnitř rakouských zemských hranic pověřil generála pěchoty Fedora von Bocka, vrchního velitele 8. armády, kterému měli příslušníci dosavadní rakouské spolkové armády ve Vídni neprodleně složit přísahu.

## Spolkoví kancléři (1934–1938)
- 1932–1934 Engelbert Dollfuss (Christlichsoziale Partei / Křesťansko-sociální strana, Vaterländische Front / Vlastenecká fronta)
- 1934–1938 Kurt Schuschnigg (VF)
- 1938 Arthur Seyß-Inquart (NSDAP)

## Českoslovenští velvyslanci v Rakousku (1934–1938)
- Zdeněk Fierlinger (1932–1936)
- Ferdinand Veverka (1936–1937)
- Rudolf Künzl-Jizerský (1938)[107]

Ferdinand Veverka, nový vyslanec Československa v Rakousku, byl přijat prezidentem Miklasem ve Vídni 18. září 1936, kdy mu byly předány pověřovací listiny. Na náměstí před úřední budovou spolkového prezidenta stála čestná rota s hudbou, která vzdala čest oběma rakouským státním autům, v nichž přijížděli vyslanec F. Veverka, legační radové František Bořek-Dohalský, Leopold Šrom a vojenský atašé podplukovník gšt. Rudolf Kučera. Ferdinand Veverka odcestoval z Vídně 28. června 1937 na uprázdněné místo v Bukurešti a správu velvyslanectví převzal prozatímně legační rada Bořek-Dohnalský. Od 1. února 1938 na jeho místo nastoupil z Bernu Rudolf Künzl-Jizerský, který v Ženevě působil také jako stálý delegát ČSR u Společnosti národů. Velvyslanectví Čs. republiky ve Vídni úřadovalo po anšlusu do 15. dubna 1938, od druhé poloviny dubna bylo likvidováno a ve Vídni zůstal do roku 1939 jen generální konzulát. Rudolf Künzl-Jizerský odjel nejprve do lázní Karlovy Vary, potom se zdržoval na zámečku v obci Vodice a na konci července 1938 přesídlil do Prahy, kde měl zastávat Úřad pro propagandu (od září 1938 nově řízený ministrem Klementem Gottwaldem). Generální konzulát ve Vídni vedl gen. konzul František Šebesta až do poloviny dubna 1939, kdy byl též zrušen.